# Histoire du peuple kurde

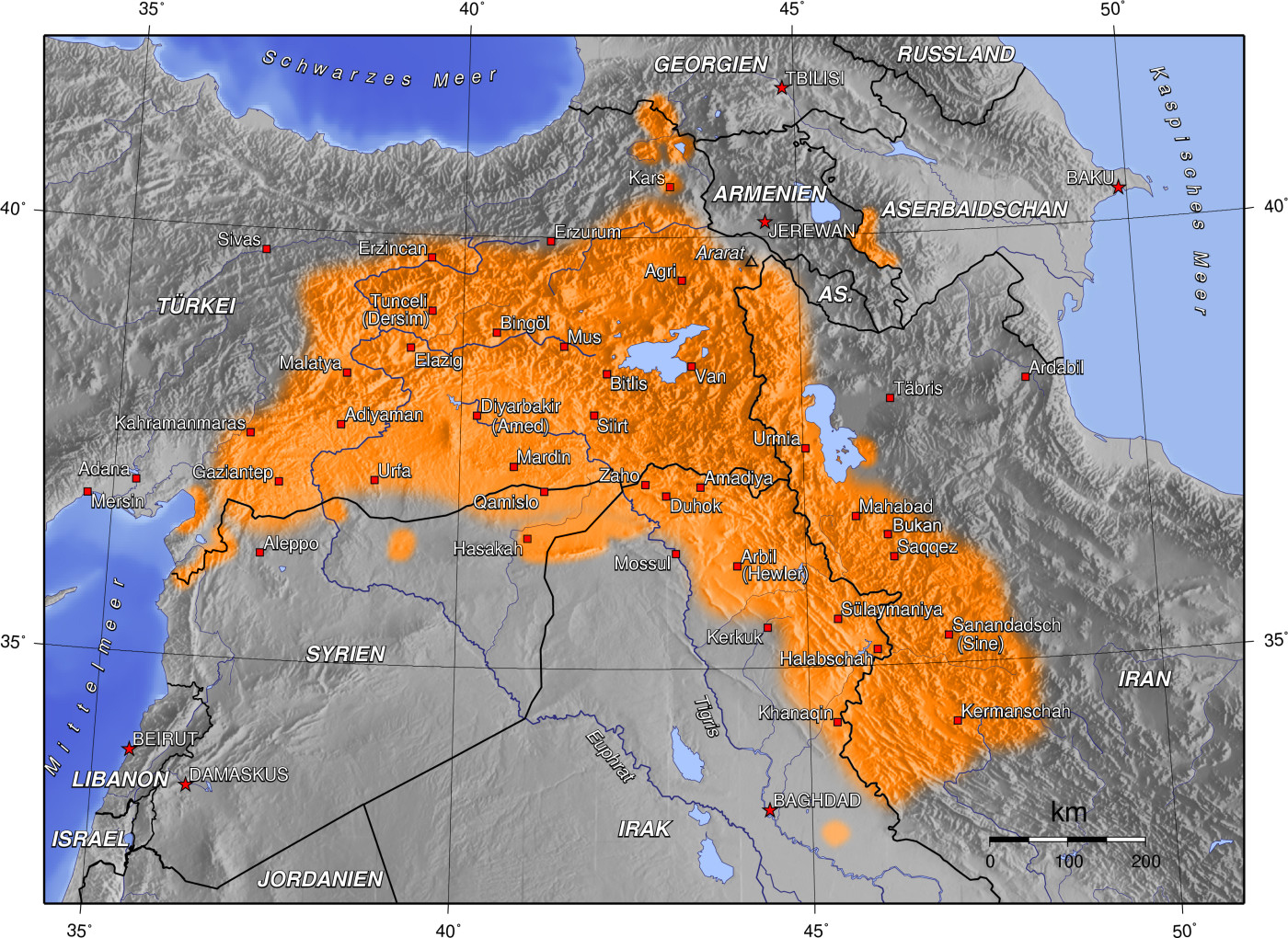
Carte des régions peuplées par les Kurdes.

Drapeau kurde.

L'histoire du peuple kurde en tant que groupe ethnolinguistique débute dans les régions montagneuses du sud du Caucase (Zagros et Taurus) ; cette aire géographique est dénommée Kurdistan. Il y a différentes hypothèses quant à l’identité des ancêtres des Kurdes, entre autres les Kardouques ou Carduchoi de l’Antiquité classique. Les plus anciennes dynasties kurdes connues sous autorité musulmane (du Xe au XIIe siècle) sont les Hasanwayhides, les Marwanides et les Shaddadides, suivies de la dynastie des Ayyoubides fondée par Saladin. La bataille de Chaldiran en 1514 est une date importante dans l’histoire kurde, marquant l’alliance des Kurdes avec les Turcs. Le Sharafnameh de 1597 est le premier récit de l’histoire kurde.
À partir du XXe siècle, l'histoire kurde est marquée par une montée de la prise de conscience d’une identité nationale se centrant sur le but d’un Kurdistan indépendant tel que prévu dans le Traité de Sèvres en 1920. Une autonomie partielle a été réalisée par le Kurdistan rouge soviétique (1923-1926), par la République de Mahabad en Iran (1946) et par le Kurdistan irakien (depuis 1991). Dans le Kurdistan turc, un conflit armé oppose le PKK (parti des travailleurs du Kurdistan) aux forces turques entre 1984 et 1999. La région continue toutefois à être instable et de nouvelles flambées de violence ont lieu dans les années 2000. Le traitement des Kurdes (comme des Arméniens et des Assyriens) par l'État turc est particulièrement dur,, allant jusqu’à inclure dans la loi turque l’enregistrement national et dans l’Ordonnance sur les noms de famille, l'interdiction de porter un nom kurde,.

## Préhistoire
Le peuple kurde s'inscrit (de manière imprécise) dans un contexte préhistorique :
- préhistoire de la Mésopotamie, préhistoire de l'Iran
- baradostien (paléolithique supérieur, 38000-18000)
- culture de Zarzi (épipaléolithique, 18000-10000)
- culture de M'lefaat (mésolithique, 12000-10000)
- néolithique du Proche-Orient (10000-5500)

## Antiquité

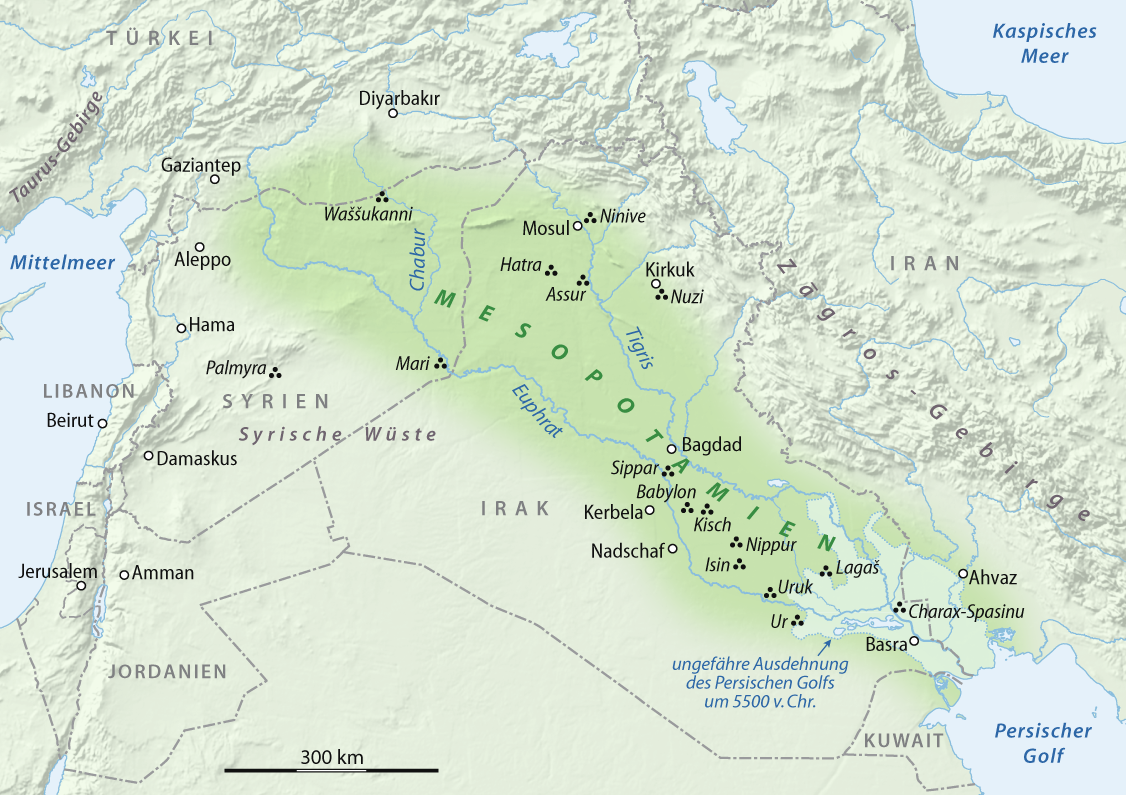
Mésopotamie antique

### Mésopotamie antique

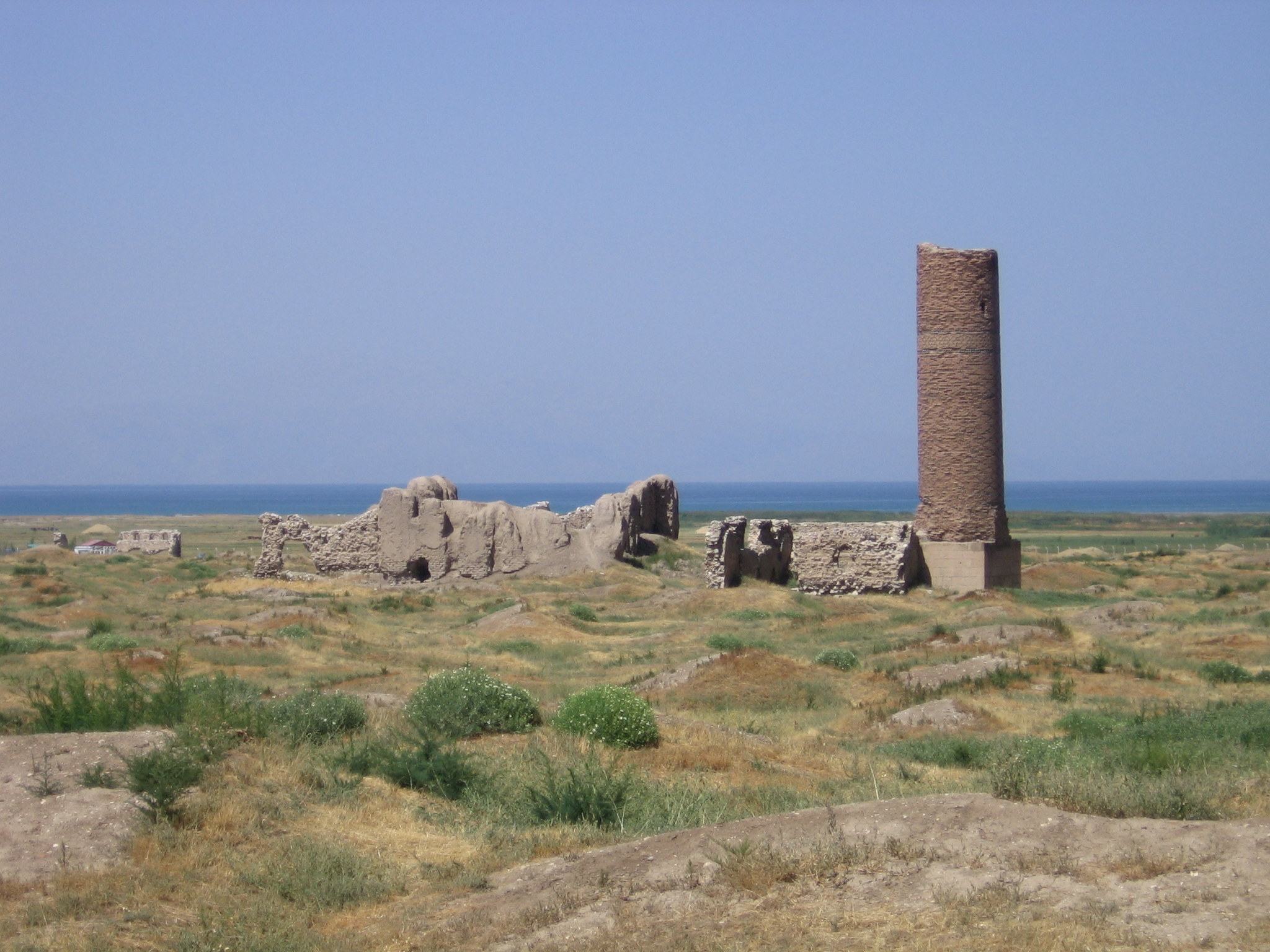
Ruines sur le site de l'ancienne ville de Van

Selon l’érudit orientaliste Godfrey Rolles Driver (1892-1975), la plus ancienne mention des Kurdes retrouvée est sur une tablette en argile en cunéiformes sumériens du IIIe millénaire av. J.-C., sur laquelle est inscrit le nom d’une terre appelée Karda ou Qarda.
Ce territoire au sud du lac de Van, était habité par un peuple, Su ou Subaru, qui était connecté avec les Qurties, un groupe de montagnards.
C’est à partir de ce nom de Qurtie que Driver fait sa première connexion étymologique,,,,.
Les premières mentions du nom Kurde apparaissent dans des documents assyriens vers -1000. Les Assyriens appellent Kourti ou Kourkhi le peuple qui vit sur le Mont Azou ou Hizan (près du lac de Van).
Le pays des Kourkhis comprend des régions du Mont Djoudi et des districts, plus tard appelés Sophène, Anzanène et Gordyène.
Les Kurdes combattent plusieurs fois Tiglath-Phalazar Ier qui finalement les défait et incendie complètement 25 de leurs villes, vers -1000.
Selon la légende kurde de Newroz (Livre des Rois (Ferdowsi)), toujours célébrée aujourd'hui et qui marque le nouvel an et le renouveau de la kurdicité, la personne de Kawa libère à l'aube des temps les Kurdes de la sanglante tyrannie de Dehak.

### Les Cardouchis

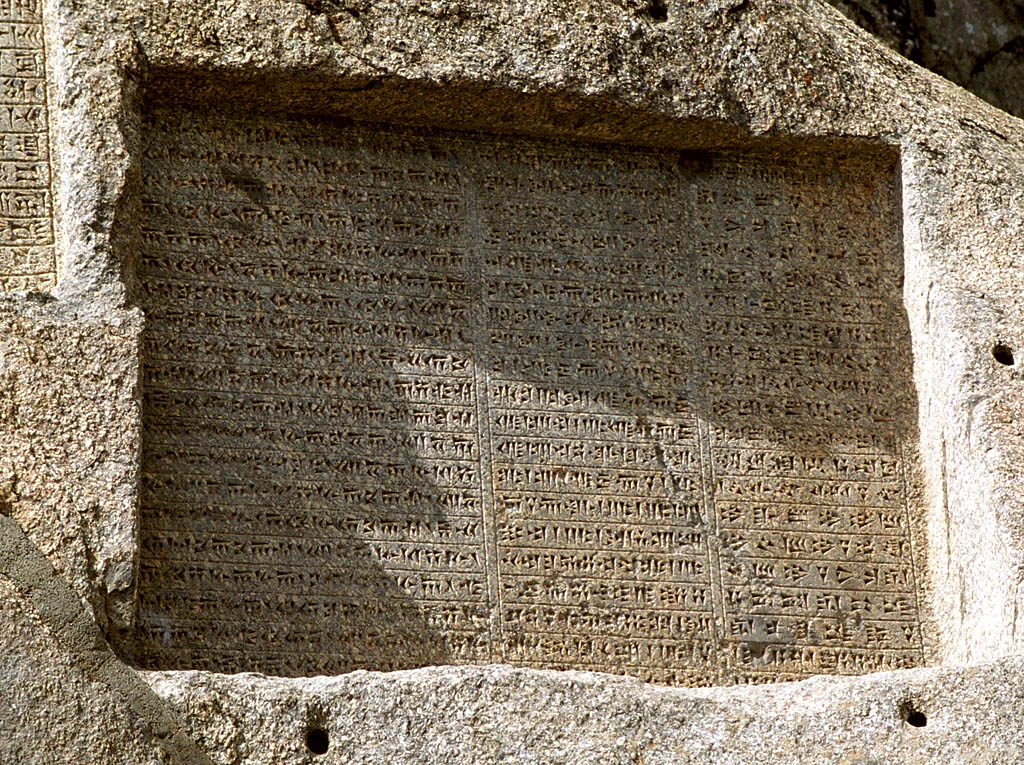
Période achéménide, inscription de Xerxès en persan ancien, élamite et babylonien à Ganj Nameh, près d'Hamadan, en Iran.

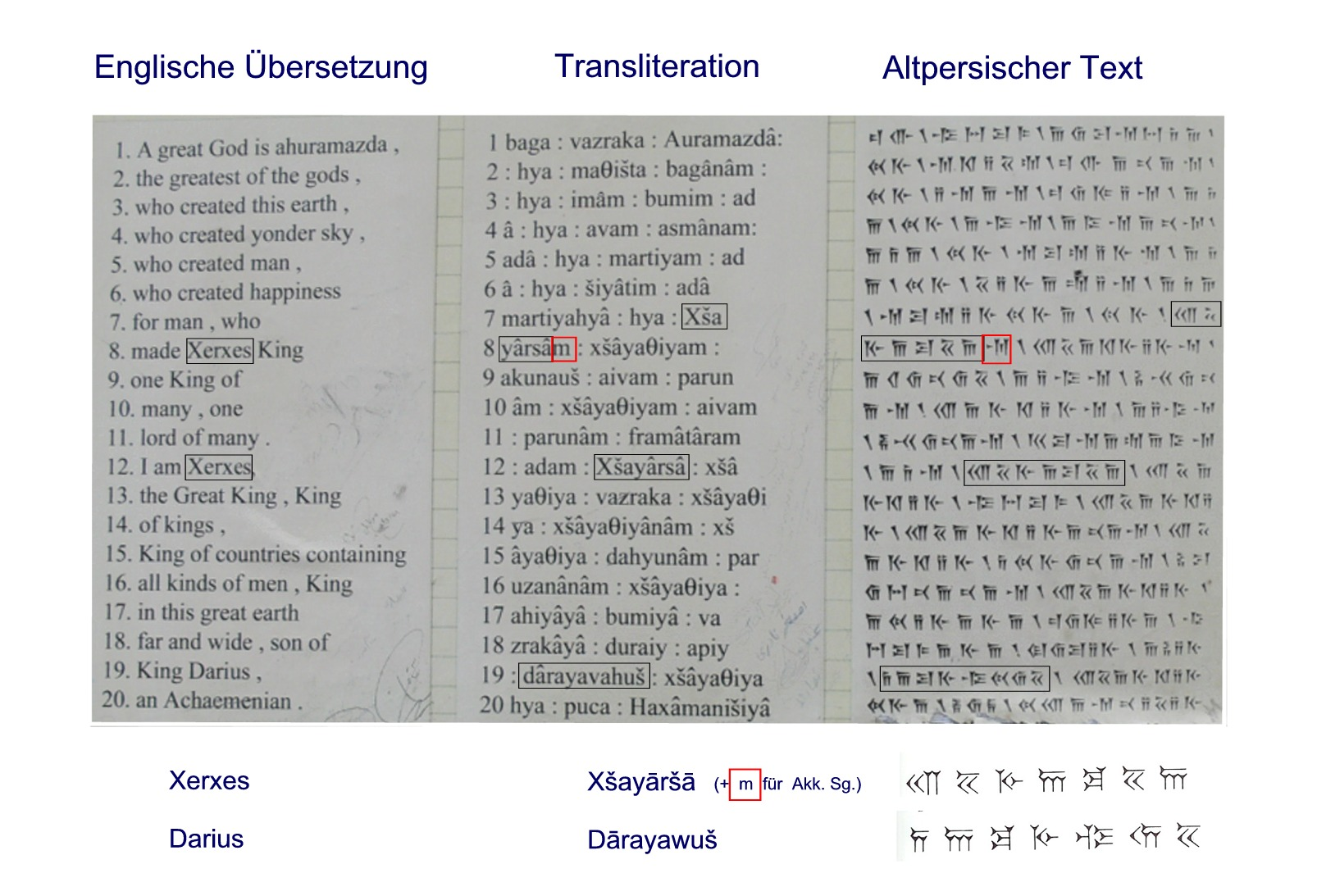
Traduction en anglais du texte en vieux-persan.

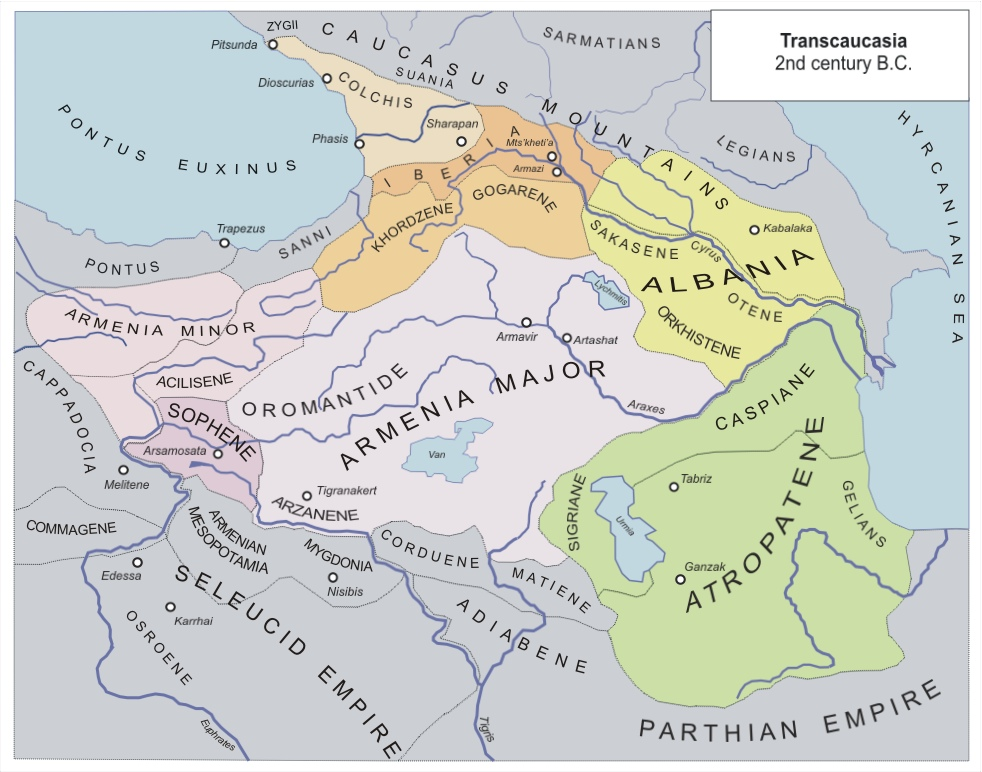
Transcaucasie vers -150.

En ce qui concerne l’origine des Kurdes, il suffisait auparavant de les décrire comme les descendants des Cardouchis (en)  (Karduchoi, de Gordyène ou Cardyène, Carduène, Korduène, Gordiane, Kordchayk, Korčayk’), qui s’opposent à la Retraite des Dix Mille à travers les montagnes au IVe siècle av. J.-C..
Les Cyrtii (Kourtioi) mentionnés par Polybe, Tite-Live, et Strabon sont aussi des candidats possibles. Les Kurdes font remonter leurs ancêtres aux Mèdes. Cette descendance est défendable selon des preuves linguistiques, puisque les Kurdes parlent une variante occidentale de langues iraniennes.
Au VIe siècle av. J.-C., après avoir, avec les Babyloniens, défait l’Empire Néo-Assyrien, les Mèdes ont pu établir leur propre empire, qui s’étend des rives sud de la mer Noire et de la province d’Arran (aujourd’hui la République d’Azerbaïdjan) au nord et à l’Asie Centrale, l’Afghanistan, et le Pakistan.
À ces territoires s’ajoutent plusieurs États vassaux, y compris les Perses, qui finissent par les supplanter et absorbent l’empire Mède au sein de l’Empire perse des Achéménides. Avec la montée de l’empire perse, Carduchie et Médie sont incorporées dans un seul et même empire.
Les Cardouchis se rebellent fréquemment contre les Achéménides et à la fin du Ve siècle av. J.-C., sous le règne d’Artaxerxès II, ils ne sont plus sous contrôle perse.
Selon Xénophon, les Cardouchis défont même une importante armée perse envoyée contre eux et parfois ils concluent des traités avec des satrapes perses.

### La période séleucide et parthe
Au cours des siècles suivants ils passèrent successivement sous le joug des Macédoniens, des Parthes, et des Sassanides. Les rois arsacides firent alliance avec eux. Gotarzes, dont le nom peut signifier chef des Goutii, est réputé être le fondateur des Gouranis, la principale tribu du Kurdistan sud. Son nom et ses titres sont préservés dans une inscription grecque à Behistoun près de Kermanshah.
Pendant l’ère séleucide, on trouve au moins un épisode important de déportation des Kurdes en Anatolie ouest et sud-ouest qui est prouvé historiquement. Il se déroule avant 181 av. J.-C. quand un grand nombre de Cardaces est amené pour s’installer dans la région stratégique de Lycie et être un réservoir disponible pour la conscription dans l’armée et chez les garde-frontières. Il est vraisemblable que ce furent les Séleucides qui installèrent ces Kurdes en Lycie dans ce but (protection contre les Romains), peut être dans les dernières décennies du IIIe siècle av. J.-C. En effet l’historien romain Tite Live enregistre la présence en -190 de plusieurs milliers de soldats kurdes combattant dans l’armée d’Antiochus III. Le nom « Cardaces » ou « Cardacian » apparaît de nouveau à la bataille de Rafah en Palestine au printemps 217 av. J.-C. entre le roi séleucide Antiochus III le Grand et le roi Ptolémée IV Philopator d’Égypte,.

### Les périodes romaine et sassanide

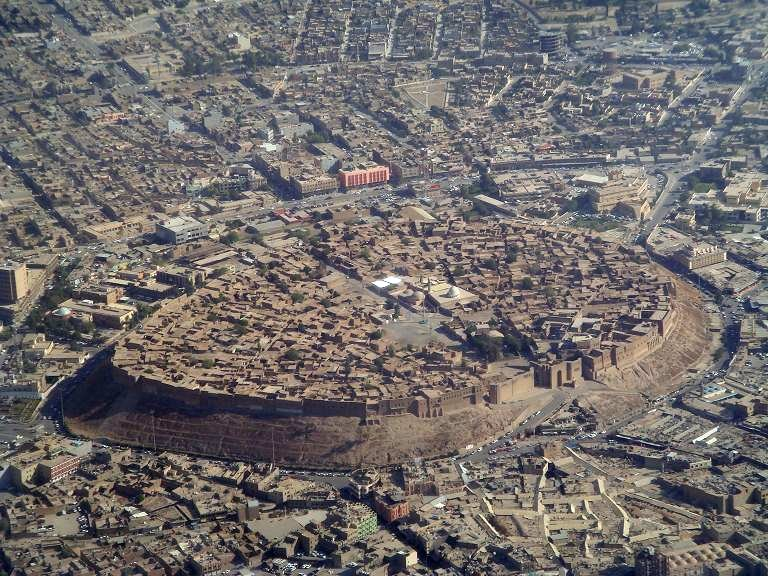
Erbil ou Hewlêr, au centre la citadelle. L'antique Adiabène ; en araméen : Arbela, en grec Hadyab. Son nom en kurde Horlei signifie « Temple du soleil ».

Les historiens classiques Polybe (-133) et Strabon (-48) appellent les Kurdes du nom de Kourtioi (Κύρτιοι). Le clan kurde Zelan de Commagène (région d’Adiyaman), s’étendit, établissant en plus de la dynastie des Zélanides de Commagene, le royaume zélanide de Cappadoce et l’empire zélanide du Pont, tous ces sites se trouvent en Anatolie. Ils devinrent vassaux romains vers la fin du Ier siècle av. J.-C. Le royaume kurde de Cordouène devint une province de l’Empire romain en -66 lorsque Lucullus aida les Cordoueni à rejeter le joug de Tigrane qui avait auparavant tué leur roi Zarbienus. Après avoir défait Tigrane, Lucullus bâtit un mémorial à Zarbienus et l’appela ami et confédéré des Romains. Cordouène resta sous le contrôle des Romains pendant quatre siècles jusqu’en 384. À l’est, les royaumes kurdes de Cortea, Médie, Kirm et Adiabène étaient, dès le Ier siècle av. J.-C., devenus membres confédérés de l'Empire Parthe. Strabon, le géographe grec, considérait Gordys, fils de Triptolème, comme l’ancêtre de Gordyaei (Cordoueni). Il écrivit un article sur Gordiaea (Cordouène), un district ancien qui était réputé faire partie du Kurdistan.
Au milieu des années 530, il y eut quatre années de froid exceptionnel partout en Asie et en Europe qui causèrent la perte des récoltes et par suite des épidémies. Les Kurdes du Moyen-Orient furent durement touchés et perdirent leurs vergers et leurs troupeaux tout en étant de plus attaqués par les forces byzantines et syriennes.
Il y a des preuves d’un culte du Soleil chez les Kurdes à la fin de la période sassanide. Les Kurdes adorateurs du Soleil vivaient dans les montagnes qui se trouvent au nord de l’Irak d’aujourd’hui, au Ve siècle. Au début du VIIe siècle aussi nous avons des descriptions de rituels de culte du Soleil et sacrifice d’un bœuf dans la région autour d’Adiabène, et de sacrifices à des démons à Beth Nuhadra, parmi les Kurdes.

## La période médiévale

### Les conquêtes musulmanes

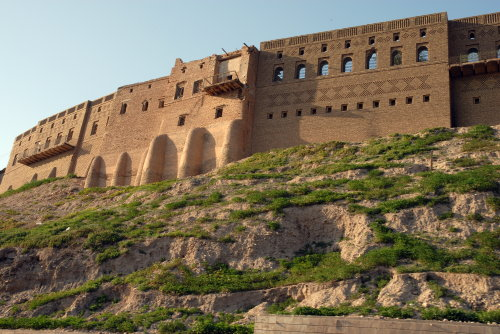
La citadelle d'Erbil

En 641, le commandant arabe Utba ibn farqad conquit les forts kurdes d’Adiabene. À cette époque-là les Kurdes menaient une vie partiellement sédentaire, élevaient des moutons et du bétail dans les régions de Beth Begash et Beth Kartewaye au-dessus de Erbil en Adiabene. En 696 des Kurdes joignirent la révolte des Khariji près de Hulwan.
Sous les califes de Bagdad, les Kurdes créèrent toujours des problèmes ici ou là. En 838, et de nouveau en 905, d’importantes insurrections éclatèrent dans le nord du Kurdistan ; l’émir Aqpd-addaula fut obligé de diriger les forces du califat contre les Kurdes du sud, capturant la fameuse forteresse de Sermaj, dont on voit encore les ruines aujourd’hui près de Behistun et soumettant la province de Shahrizor avec sa capitale maintenant marquée par le grand tertre de Yassin Teppeh. Un des spécialistes kurdes très renommé, Al-Dinawari (815 – 896), de Dinawar près de Kermanshah, vécut à cette époque. Il a écrit un livre sur les origines des Kurdes.
Un Kurde, du nom de Nasr ou Narseh se convertit au christianisme et prit le nom de Théophobe (« craignant Dieu ») sous le règne de l’empereur Théophile (« aimant Dieu ») et fut l’ami intime de cet empereur, ainsi que commandant pendant plusieurs années. Narseh se joignit à la révolte de Babak dans le sud du Kurdistan, mais les armées abbassides défirent ses forces en 833 et, selon l’historien musulman Tabari, à peu près 60 000 de ses troupes furent tués. Narseh lui-même fuit vers les territoires byzantins et aida à former l’armée de Théophile. Cette armée kurde envahit le domaine du califat en 838 pour aider la révolte de Babak. Après la défaite de Babak, Narseh et ses soldats s’installèrent dans le Pont (au centre-nord de l’Anatolie).
L’éclipse du pouvoir des Sassanides et des Byzantins à la suite de la conquête par le califat et l’affaiblissement subséquent des principautés kurdes et des « administrateurs des montagnes » établit de nouveaux États indépendants. Les Shaddadides du Causase et de l’Arménie, les Rawadides de l’Azerbaïdjan, les Marwandides de l’Anatolie orientale, les Hasanwayhides, Fadhilwayhides et Ayyarides du centre du Zagros sont quelques-unes de ces dynasties kurdes.

### Dynasties kurdes jusqu'à la conquête mongole
En 837 le Seigneur kurde Rozeguite fonda la ville d'Akhlat sur les rives du lac de Van et en fit la capitale de sa principauté, théoriquement vassal du calife, mais en fait virtuellement indépendant. La principauté de Ake gouverna une terre carduchienne qui s’étendit entre la vallée supérieure des Centritis et des Zabous. Elle était située entre Arzanène et Adiabène. Au début du Xe siècle elle devint vassale des Artsrunis de Vaspourakan. Andzewatsi était une autre principauté située au sud est de Van et au nord ouest de Ake et ses princes étaient une branche des Mèdo-Carduchis de Mahkert. En 780, son prince principal Tachat Andzewatsi obéissait au calife. Après lui la dynastie déclina et devint vassale des Artsrunis en 860.
Dans la seconde moitié du Xe siècle, le Kurdistan était partagé entre cinq grandes principautés kurdes. Dans le nord les Shaddadides (951 – 1174) (dans des parties de l’Arménie et d’Arran), et Rawwadides (955 – 1221) dans Tabriz et Maragheh, dans l’est les Hasanwayhides (959 – 1015), les Annazides (990 - 1117) (à Kermanshah, Dinawar et Khanaqin) et à l’ouest les Marwanides (990 – 1096) de Diyarbekir. Des traces des Kurdes Shaddadides peuvent encore aujourd’hui être trouvées dans les régions de Karvachar et de Berdzor en Azerbaïdjan, entre le Haut-Karabagh et l’Arménie.
Plus tard au XIIe siècle, la dynastie kurde des Hazaraspides établit son pouvoir dans le sud de Zagros et Louristan et conquit les territoires de Kouhgiluya, Khouzestan et Golpayegan au XIIIe siècle et annexa Shushtar, Hoveyzeh et Bassora au XIVe siècle.
Une de ces dynasties aurait pu être capable, au cours des décennies, d’imposer sa suprématie sur les autres et construire un État qui incorporerait tout le pays kurde si le cours de l’histoire n’avait pas été troublé par les invasions massives de tribus originaires des steppes de l’Asie centrale. Ayant conquis l’Iran et imposé leur joug sur le calife de Bagdad, les Turcs Seldjoukides annexèrent les principautés kurdes une par une.
Vers 1150, Ahmed Sanjar, le dernier des grands monarques seldjoukides, créa une province à partir de ces territoires et l’appela Kurdistan. La province du Kurdistan, formée par Sanjar, avait comme capitale le village de Bahar (nom qui signifie « Printemps »), proche de l’ancien Ecbatane (Hamadan), capitale des Mèdes. Elle incluait les vilayets de Sinjar et Shahrarzour à l’ouest des monts Zagros et ceux de Hamadan, Dinawar et Kermanshah à l’est de cette chaîne. Une brillante civilisation autochtone se développa autour de Dinawar (aujourd'hui en ruines), située à 75 km au nord est de Kermanshah, dont l’éclat fut plus tard partiellement remplacé par celle de Senna (Sanandaj), à 90 km plus au nord.
Marco Polo (1254 – 1324), célèbre pour son premier « tour du monde », rencontra des Kurdes à Mossoul alors qu’il était en route pour la Chine et il écrivit ce qu’il avait appris sur le Kurdistan et les Kurdes pour éclairer ses contemporains européens. La kurdologue italienne, Mirella Galetti, a organisé ces écrits qui furent traduits en kurde.

### La période ayyoubide
Au XIIe siècle, les Kurdes des confins syro-mésopotamiens passèrent sous la tutelle des émirs turcs zengides. Le Zengide Nur ad-Din, pour combattre les croisés, fit appel à des guerriers kurdes comme Shirkuh et son frère Najm ad-Din Ayyub qui occupèrent l’Égypte à partir de 1163 et placèrent sous tutelle la dynastie des Fatimides. Le fils d'Ayyoub, le grand Saladin, qui appartenait à la branche Rawendi de la tribu des Hadabanis (ou Adiabène), fonda la dynastie ayyoubide (1171 – 1250) : avec l'appui de chefs kurdes comme l'émir Diya al-Din al-Hakkari, il mit fin au pouvoir des Zengides en Syrie et à celui des Fatimides en Égypte, se présentant comme unificateur de l'islam sunnite, avant de s'emparer du royaume chrétien de Jérusalem et de repousser la contre-attaque des croisés lors de la troisième croisade.. Des chefs kurdes furent institués, non seulement dans l’est et l’ouest des montagnes kurdes, mais aussi loin que Khorasan d’un côté et l’Égypte et le Yémen de l’autre. Ils jouaient un rôle important, non seulement dans l'appareil politique et religieux mais dans les instances juridiques et religieuses sunnites, puis dans les confréries mystiques soufies (tariqa). Malgré la chute des Ayyoubides, détrônés par les Mamelouks à l'issue de la septième croisade, les Kurdes conservent des positions importantes dans l'État égyptien et tentent à deux reprises de s'emparer du trône, en 1262 et 1271.

### Les Mongols et leurs successeurs
Les Mongols dévastèrent les terres kurdes au XIIIe siècle. L’armée d’Hulagu élimina nombre de chefs tribaux kurdes. Au XIVe siècle, Timur, prince turco-mongol venu d'Asie centrale, conquit la majeure partie du Kurdistan et ravagea les terres des tribus kurdes. Au XVe siècle, les dirigeants Kara Koyunlu aidèrent les chefs kurdes à retrouver leur influence perdue. Cependant, quand la dynastie Ak Koyunlu défit les Kara Koyunlu, les tribus kurdes furent persécutées. Les Ak Koyunlu exterminèrent beaucoup des dirigeants issus des familles de notables kurdes et nommèrent leurs propres gouverneurs à leur place.
Pendant et après la période mongole, les Kurdes établirent plusieurs États indépendants ou principautés, telles qu’Ardalan, Badinan, Baban, Soran, Hakkâri et Bitlis. L’histoire complète de ces États et de leurs contacts avec les voisins est relatée dans le célèbre livre Sharafnameh écrit par le prince Sharaf al-Din Bitlisi en 1597. La plus importante d’entre ces principautés fut Ardalan, établie au début du XIVe siècle.
La chute des Ayyoubides en Égypte amena les émirs kurdes à accepter la suzeraineté mongole puis, pour certains d'entre eux, à rechercher la protection des Mamelouks qui avaient succédé aux Ayyoubides : on connaît une cinquantaine d'émirs kurdes inscrits comme vassaux par la chancellerie du sultanat mamelouk. Bien que les Mamelouks aient rarement été en mesure de leur apporter une aide directe, ce lien privilégié contribuait à consolider leur autonomie face aux ilkhans mongols et à leurs successeurs.
L’état d’Ardalan contrôlait les territoires de Zardiawa (Karadagh), Khanaqin, Kirkuk, Kifri (en) et Hawraman (en). La ville capitale de l’état fut tout d’abord Chahrizor (en) dans le Kurdistan irakien, puis fut transférée à Sinne (Sanandaj, en Iran). La dynastie Ardalan continua à gouverner la région jusqu’à ce que le monarque Qajar, Nasser-al-Din Shah (1848 – 1896), y mette fin.

## Les Kurdes d'Iran sous les Séfévides et leurs successeurs

### L'empire séfévide

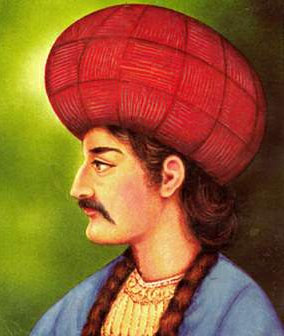
Ismaïl Ier, le fondateur de la dynastie des Séfévides.

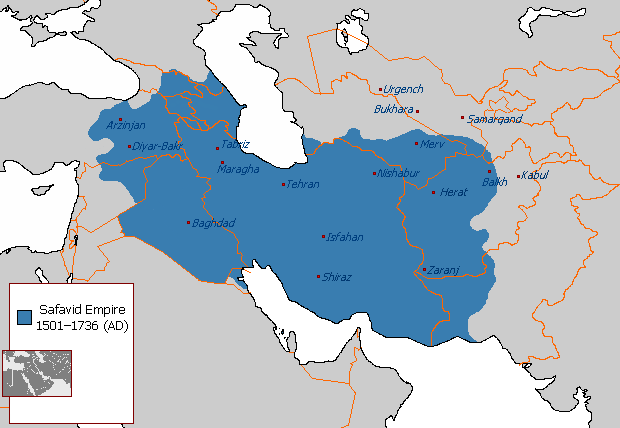
L'État séfévide entre 1512 et 1722.

La dynastie des Séfévides ou Safavides (en persan : صفویان, Safaviān), fondé au XIVe siècle, régna sur l'Iran réunifié de 1501 à 1736. Succédant aux Timourides, ils sont la première dynastie iranienne totalement indépendante en Iran depuis près de 500 ans : depuis la conquête musulmane de la Perse, en 637, le pays a vu se succéder les dynasties persane des Samanides, turques des Ghaznévides et Seldjoukides puis mongoles des Houlagides et Timourides. Les Séfévides sont issus d'un ordre religieux soufi militant. « Bien que turcophones, les Séfévides étaient très probablement d'origine kurde ; les informations fiables manquent dans ce domaine car, une fois leur pouvoir consolidé en Perse, les Séfévides ont délibérément falsifié les témoignages ayant trait à leurs origines ». Ils se convertissent au chiisme duodécimain sous l'autorité de leur premier souverain, Ismaïl Ier (1487-1524). Soutenu par les nomades turcs Qizilbash, à partir de 1508, Ismaïl règne sur l'ensemble des territoires auparavant dominés par les Aq Qoyunlu, également des turcophones. À partir de 1510, les Séfévides, dont la montée en puissance va de pair avec la création d'une théocratie dirigée par le shah, s'opposent à l'est aux Ouzbeks également turcophones et dirigés par Mohammad Shaybânî, et à l'ouest aux Ottomans, défenseurs du sunnisme. La dynastie atteint son apogée sous Abbas Ier le Grand, chah de 1588 à 1629, qui sépare les fonctions religieuses et politiques de l'empire, et met en place une garde personnelle composée d'esclaves islamisés, les ghulams, afin de contrer la puissance des tribus qizilbashs. Avec l'Empire ottoman et l'Empire moghol, les Séfévides sont alors l'une des trois grandes puissances du monde musulman, qui entretient des contacts avec les souverains européens, désireux d'établir une alliance contre la Sublime Porte.

### Les Kurdes et le pouvoir séfévide
De 1506 à 1510, les Kurdes Yézidis se révoltèrent contre Ismail Ier qui avait lui-même des ancêtres Kurdes Yézidis ,,
. Leur dirigeant, Shir Sarim, fut défait et capturé au cours d’une bataille sanglante où plusieurs officiers importants du chah Ismail Ier perdirent la vie. Les prisonniers kurdes furent mis à mort « avec les tortures les pires qui se puissent exister ».
Le transfert de la population du long de leurs frontières avec les Ottomans au Kurdistan et le Caucase fut d’une importance stratégique pour les Séfévides. Des centaines de milliers de Kurdes, et aussi de grands groupes d’Arméniens, d’Assyriens, d’Azéris et de Turkmènes, furent retirés des régions frontières et installés à l’intérieur de la Perse. Comme les frontières furent progressivement déplacées vers l’est et que les Ottomans poussèrent plus profondément dans les territoires persans, des régions kurdes entières en Anatolie se trouvèrent à un moment ou à un autre exposées aux horribles effets des spoliations et des déportations. Cet état de fait commença au cours du règne du Shah Tahmasp Ier (1524-1576). De 1534 à 1535, Tahmasp Ier entreprit la destruction systématique des anciennes cités kurdes et des campagnes. Pendant sa retraite devant l’armée ottomane, il donna l'ordre de détruire les récoltes et tous les lieux d’habitation quelle que soit leur taille, poussant les populations devant lui vers l’Azerbaïdjan, d’où elles furent plus tard transférées de façon permanente dans le Khorasan, quelque 500 km plus loin. Quelques tribus kurdes furent même déportées beaucoup plus loin à l’est, au
Gharjistan (en) dans les montagnes de l'Hindou Kouch (dans l’Afghanistan actuel), à près de 800 km de leurs foyers dans le Kurdistan occidental.
Abbas Ier le Grand hérita d’un État menacé par les Ottomans à l’ouest et les Ouzbeks au nord-est. Il acheta les premiers afin de gagner le temps nécessaire pour défaire les seconds, après quoi il opéra une sélection des populations de Zagros et du Caucase, déportant des Kurdes, des Arméniens et autres groupes qui pouvaient, ou auraient pu, volontairement ou non, apporter aide et soutien à une campagne ottomane. Au XVIe siècle, un grand nombre de Kurdes furent déportés par Abbas Ier vers le Khorasan en Iran oriental, où il les établit dans les villes de Ghouchan et Birjand, pendant que d’autres émigrèrent en Afghanistan où ils trouvèrent refuge. Les Kurdes de Khorasan, 700.000 âmes, utilisent toujours le dialecte kurde kurmandji,. Certaines sources rapportent qu'Abbas Ier voulut transplanter 40 000 Kurdes dans le nord du Khorasan mais qu’il ne réussit à déporter que 15 000 d’entre eux avant que ses troupes ne soient défaites,.

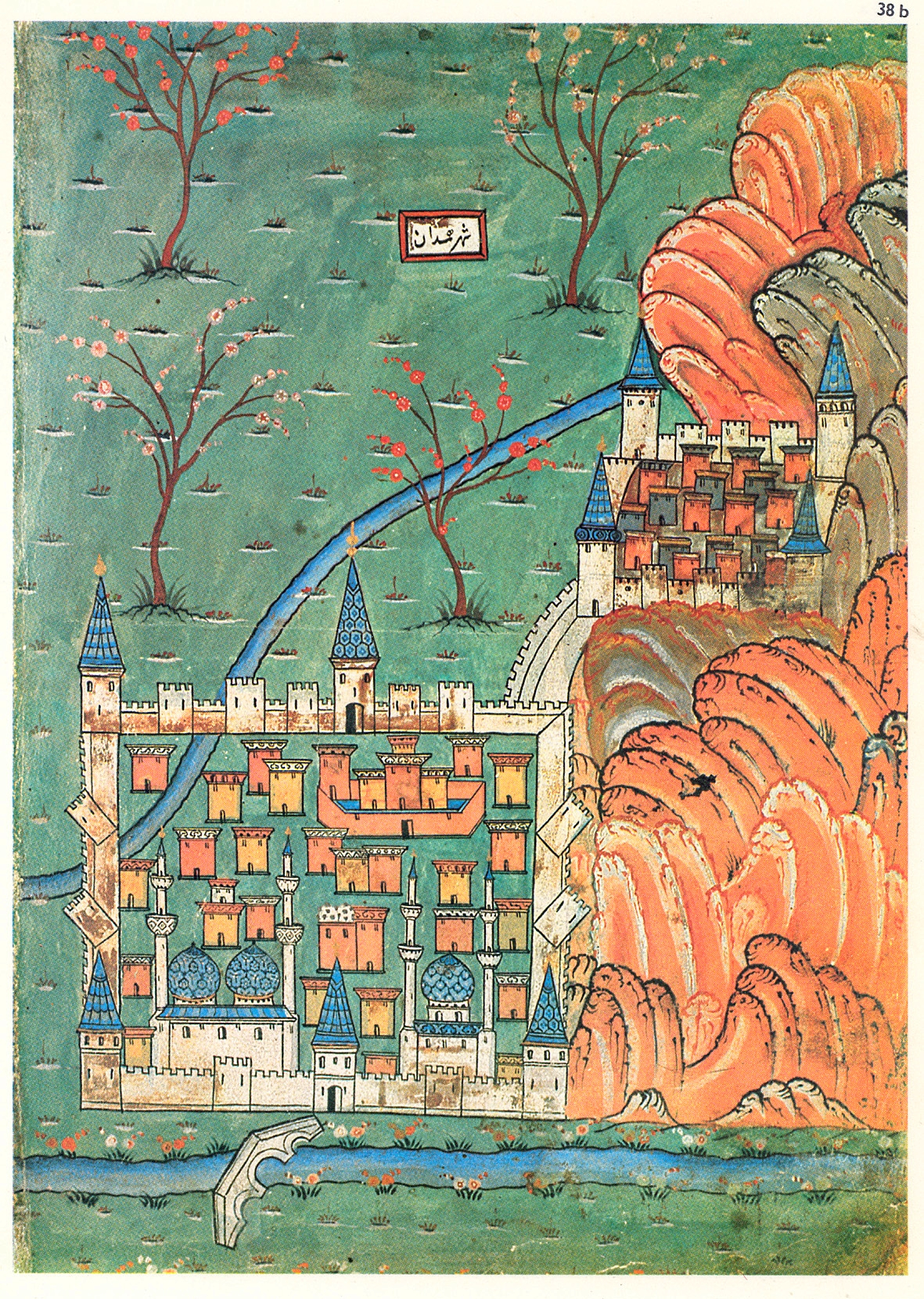
Carte de Hamadan, au Kurdistan iranien, XVIe siècle.

L’ampleur de la politique de la terre brûlée des Séfévides peut être entrevue dans les écrits des historiens de leur cour. L’un d’entre eux, Iskandar Bayg Munshi, ne décrivant qu’un seul épisode, écrit dans le Alam-ara ye Abbasi que Shah Abbas, en poursuivant la politique de la terre brûlée de ses prédécesseurs, tomba sur le pays au nord de l'Araxe et à l’ouest de Urmia, entre Kars et le lac de Van, et ordonna qu’il soit dévasté et que la population de la campagne et des villes entières soit rassemblée et emmenée loin hors de danger. Toute résistance devait « résulter en massacres et mutilations ; tous les biens non transportables, maisons, églises, mosquées, récoltes… sont détruits et la horde des prisonniers fut précipitamment poussée vers le sud-est avant que les Ottomans ne puissent contre attaquer. » De nombreux Kurdes échouèrent au Khorasan mais beaucoup d’autres furent disséminés dans les montagnes Elbourz, en Perse centrale et même au Balouchistan. Ils devinrent le noyau de plusieurs enclaves kurdes modernes à l’extérieur du Kurdistan, en Iran et au Turkménistan.

### La bataille de Dimdim
Il existe un récit historique très détaillé d’une longue bataille en 1609–1610 entre des Kurdes et l’empire séfévide. La bataille eut lieu autour d’une forteresse appelée « Dimdim » dans la région du Bradost (en) autour du lac d’Urmia dans le nord-ouest de l’Iran. En 1609, la structure en ruines fut reconstruite par « Emîr Xan Lepzêrîn », gouverneur du Bradost, qui cherchait à maintenir l’indépendance de sa principauté en expansion face à la pénétration dans la région tant des Ottomans que des Safavides. La reconstruction de Dimdim était considérée comme constituant un acte d’indépendance qui pouvait menacer le pouvoir safavide au nord-ouest. Plusieurs Kurdes, y compris les dirigeants du Mukriyan (région de Mahabad), se rallièrent autour de Amir Khan. Après un siège long et sanglant mené par le grand vizir safavide Hatem Beg, qui dura de novembre 1609 à l’été 1610, Dimdim fut prise et tous ses défenseurs massacrés. Abbas Ier le Grand ordonna un massacre général des habitants du Bradost et du Mukriyan (rapporté par Eskander Beg Turkoman, un historien safavide, dans le livre Alam Aray-e Abbasî) et il réinstalla la tribu turque des Afshar dans la région tout en déportant beaucoup de tribus kurdes dans le Khorasan. Bien que des historiens perses (comme Iskander Beg) décrivirent la première bataille de Dimdim comme résultant d’une mutinerie ou d’une trahison kurde, dans les traditions orales kurdes (Beytî dimdim), des œuvres littéraires, et dans l’Histoire, elle est traitée comme un combat du peuple kurde contre une domination étrangère. En fait, Beytî Dimdim est considérée comme une épopée nationale surpassée seulement par Mem et Zin d’Ehmedê Xanî. Le premier récit littéraire de cette bataille a été écrit par Feqiyê Teyran, au XVIIe siècle.

### Période des Afsharides
Au XVIIIe siècle, les Kurdes d'Iran profitèrent de l'affaiblissement du pouvoir central iranien sous la dynastie afsharide (1736-1749). Sous Nâdir Châh, ils s'emparèrent de Hamadan et menacèrent Ispahan. Nâdir Châh voulut marcher contre eux mais fut assassiné en 1747. Après sa mort, les Kurdes ocupèrent la province du Fars. Les guerres ottomano-persanes de 1730-1735, 1743-1746, puis 1775-1776 ne permirent pas une consolidation du pouvoir persan dans ces régions.

### Période des Kadjars
Sous la dynastie Kadjar (1786-1925), la faiblesse persistante du pouvoir persan, malgré quelques victoires comme celles d'Abbas Mirza contre les Ottomans, laissa une large autonomie aux Kurdes. Cependant, Cheikh Ubeydullah fut battu lorsqu'il tenta d'étendre son pouvoir vers le Kurdistan iranien. Simko Shikak tenta aussi d'étendre son autonomie dans les années 1920 mais il fut battu par le général persan Reza Khan qui se proclama roi d'Iran sous le nom de Reza Chah Pahlavi.

## Les Kurdes de l'ouest sous la domination ottomane

### La conquête ottomane
Le sultan Selim Ier conquiert la plus grande partie du Kurdistan pendant la première des guerres ottomano-persanes en 1514. Les émirs kurdes, pour la plupart sunnites, étaient alors en révolte contre le chah de Perse Ismail Ier, un chiite. Après le désastre de l'armée persane à la bataille de Tchaldiran, le 23 août 1514, Sélim envoie son conseiller, l'érudit kurde Idris-i Bidlisi, pour négocier le ralliement des chefs kurdes. Le pays était alors divisé en nombreuses principautés montagneuses autour de petites forteresses ; la ville de Diyarbakır se soulève et tue son gouverneur persan ; l'émir de Bitlis, puis celui de Sassoun sont les premiers à se soumettre, puis ceux de Siirt, de Botan (Cizre), de Palu et de Soran : ce dernier étend son pouvoir sur Erbil et Kirkouk. En tout, 25 begs kurdes se déclarent vassaux du sultan. Après le départ de Sélim, les Persans contre-attaquent et assiègent Diyarbakır, sans succès, et sont repoussés par le général ottoman Biiklu Mohammed Pacha. Celui-ci, nommé gouverneur, devient le premier beylerbey de Diyarbakır.
Sélim charge Idris-i Bidlisi d'organiser le territoire en sandjaks (districts) et lui envoie des diplômes, étendards et vêtements d'honneur à distribuer aux chefs locaux. Il conserve le principe d'hérédité, les chefs kurdes gouvernant les districts au nom du sultan ; en pratique, chaque seigneur local se conduisait de façon presque indépendante ; ce système fut étendu aux régions de Mossoul et de Rakka conquises par la suite.
Après la bataille de Tchaldiran, Sélim Ier déporte plusieurs importantes tribus kurdes vers le centre de l’Anatolie, autour de Yozgat, au sud de la ville actuelle d’Ankara. À leur place, il installe un petit nombre de tribus turkmènes. Pendant que les Kurdes déportés forment le noyau de l’enclave kurde dans le centre de l’Anatolie moderne, les tribus turkmènes au Kurdistan finissent par s’assimiler. Dès lors les Kurdes, qui étaient des pasteurs nomades, se sédentarisèrent.

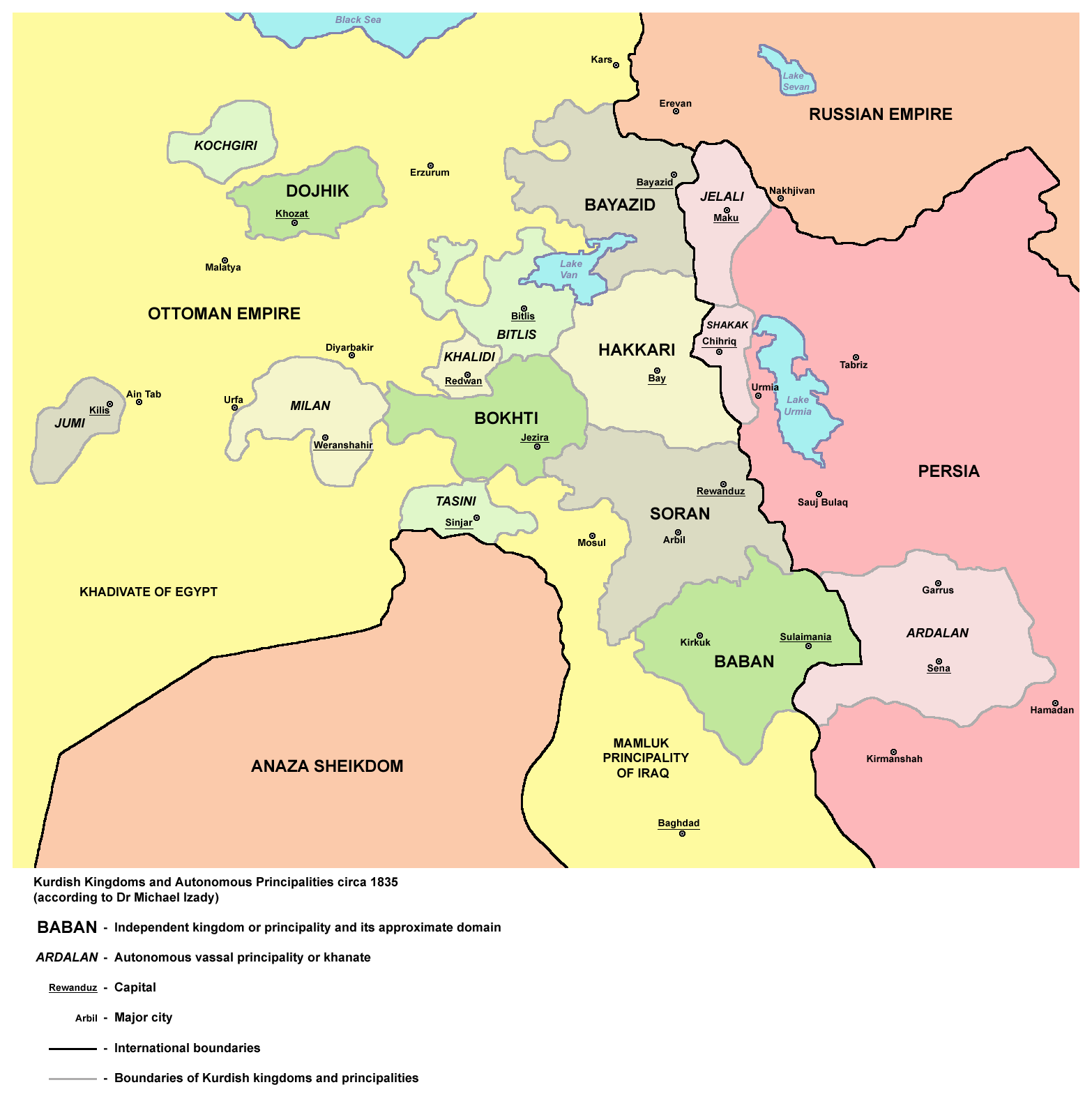
Les principautés kurdes vers 1835

La région de Chahrizor (en) est conquise en 1554 par Soliman Ier pendant la guerre ottomano-persane de 1532-1555. Elle reçoit un statut de province ottomane, l'eyalet de Chahrizor.
Les Kurdes deviennent les gardiens des marches orientales de l'Empire ottoman contre la menace perse. Soliman le Magnifique écrit dans son recueil législatif, le Kanunname :
« Juste comme Dieu, soit-il loué et exalté, acccorda à Alexandre le Bicornu (Alexandre le Grand) de construire le mur de Gog, Dieu fit en sorte que le Kurdistan agisse en protection de mon empire comme une protection contre la sédition du démon Gog de Perse. »
De plus, les riches terres pastorales entre Erzurum et Erevan qui étaient restées négligées depuis le passage de Tamerlan, sont repeuplées par des Kurdes des principautés de Hakkari et Botan.

### La bataille contre les Yezidis
En 1640, les forces ottomanes sous le commandement de Firari Mustafe Pasha, attaquèrent les Kurdes Yezidis des monts Sinjar (Saçli Dagi). Selon Evliya Çelebi, les Ottomans étaient au nombre de 40 000. La bataille dura sept heures et 3 060 Yezidis furent tués. Le lendemain de la bataille, l’armée ottomane rasa et incendia 300 villages yezidis. De 1 000 à 2 000 Yezidis se réfugièrent dans quelques cavernes aux alentours de Sinjar. Eux aussi furent massacrés après que l’armée ottomane les eut attaqués au canon et à la grenade.

### La révolte de Rozhiki

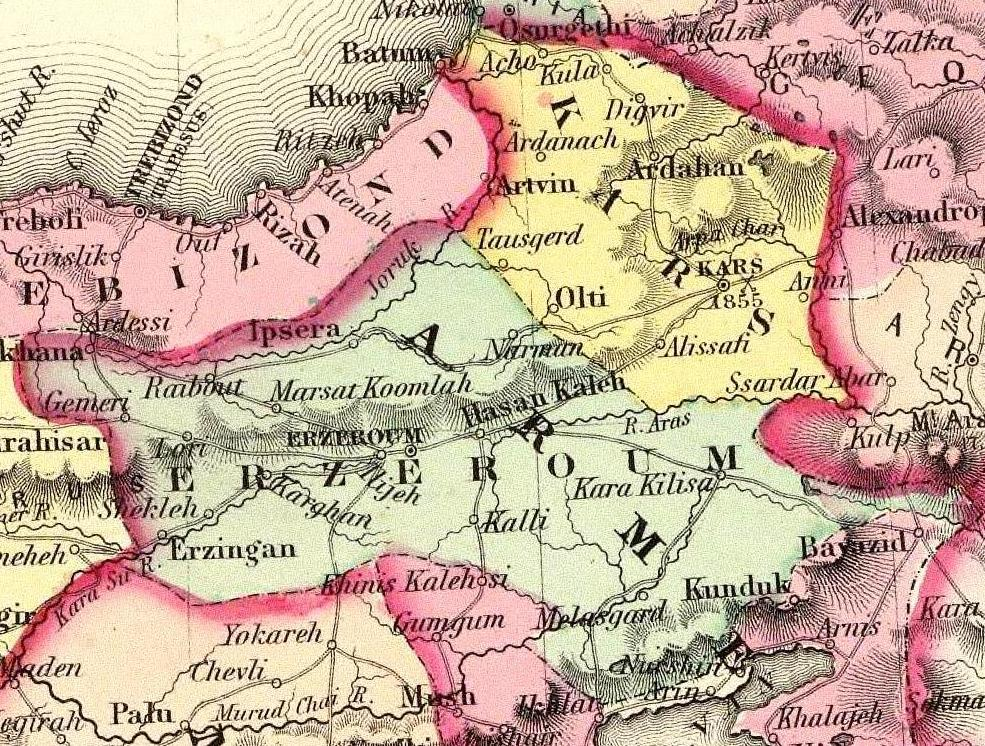
Turquie d'Asie (détail) avec l'Arménie et le nord du Kurdistan. Carte par George Woolworth Colton, 1856

En 1655, Abdal Khan, le Kurde Rozhiki, gouverneur de Bitlis, forma une armée privée et engagea une guerre de grande envergure contre les troupes ottomanes. Evliya Çelebi nota la présence de nombreux Yezidis dans son armée. La cause principale de cette insurrection armée fut la mésentente entre Abdal Khan et Melek Ahmad Pasha, le gouverneur ottoman de Van. Les troupes ottomanes marchèrent sur Bitlis et commirent des atrocités contre les civils en traversant le territoire des Rozhiki. Abdal Khan avait construit de grandes redoutes de pierre tout autour de Bitlis et les remparts de la vieille ville étaient défendus par une importante armée de fantassins kurdes armés de mousquets. Les Ottomans attaquèrent le périmètre extérieur de défense et défièrent les soldats rozhikis, puis se précipitèrent pour piller Bitlis et s’en prirent aux civils. Dès que les forces ottomanes se furent installées dans Bitlis, dans une action de vengeance, Abdal Khan fit une vaine tentative d’assassiner Melek Ahmad Pasha. Un groupe de vingt soldats kurdes à cheval entrèrent dans la tente de Yusuf Kethuda, le commandant en second, et se battirent férocement avec ses gardes. Après la chute de Bitlis, 1 400 Kurdes continuèrent à résister depuis la vieille citadelle de la ville. Alors que la plupart d’entre eux se rendirent et furent épargnés, 300 autres furent massacrés par Melek Ahmad, en démembrant 70 d'entre eux à l’épée et les découpant en morceaux.

### LeXIXesiècle: un lent réveil national
Au début du XIXe siècle, inquiètes devant la décadence de l'empire et les menaces extérieures, les autorités ottomanes tentent de centraliser leur système politique et d'accroître leur contrôle des territoires. Cette politique va provoquer le mécontentement des princes kurdes. Celui-ci va prendre la forme d'une série de révoltes contre l'autorité ottomane. 1806, date de la première révolte kurde du XIXe siècle, menée par les Babans, est généralement admise comme le début des soulèvements kurdes. Douze autres révoltes éclatent au cours du siècle qui prouvent la continuité de la résistance kurde à la Sublime Porte. Toutefois, un mouvement kurde doté d’un programme autonomiste n’apparaît que dans les années 1880 avec l’insurrection de Cheikh Ubeydullah Nehri dans l’actuelle région de Hakkari. Ces insurrections conservent un caractère traditionnel : elles sont menées par des chefs traditionnels et luttent contre le Sultan lorsqu'il empiète sur des droits considérés comme acquis. Elles n'ont pas encore de véritable vision politique. Pourtant, elles vont poser, dans les mentalités, les premières bases du nationalisme kurde.

### Province du Kurdistan

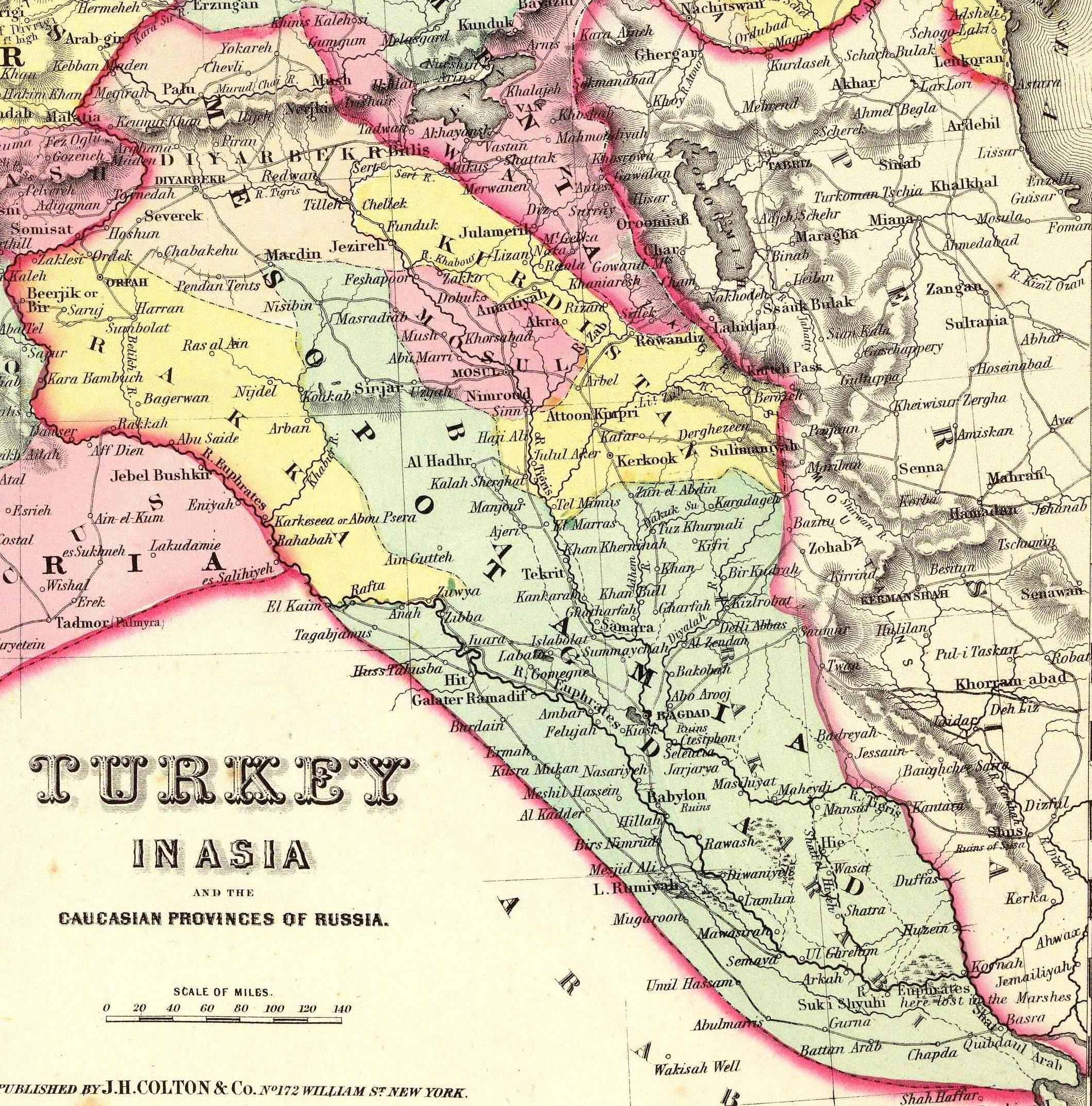
Turquie d'Asie (détail) avec la Mésopotamie et le sud du Kurdistan. Carte par George Woolworth Colton, 1856

Le système administratif introduit par Idris-i Bidlisi resta inchangé jusqu’à la fin de la guerre russo-turque de 1828-1829. Cependant les Kurdes, du fait de l’éloignement de leur pays de la capitale et du déclin de l'Empire ottoman, accrurent leur influence et leur pouvoir et s'étendirent vers l’ouest, atteignant même Ankara.
Après la guerre, les Kurdes essayèrent de se libérer du contrôle turc et en 1834, après l’insurrection du clan Bedirxan, il devint nécessaire de les soumettre. Ce qui fut réalisé par Reshid Pasha, lui aussi un Kurde[réf. nécessaire]. Les villes principales furent fortement occupées par d’importantes forces armées et plusieurs beys kurdes furent remplacés par des gouverneurs turcs. L'émir Bedirxan Beg qui avait établi une principauté quasi indépendante autour de Cizre entre 1841 et 1847, finit en captivité. Après la guerre de Crimée, les Turcs renforcèrent leur mainmise sur le pays.
Le Kurdistan en tant qu’entité administrative eut une brève et instable existence de 17 ans entre le 13 décembre 1847 (à la suite de la révolte de Bedirxan Beg) et 1864, date de l’initiative de Moustapha Reschid Pacha pendant la période du Tanzimat (1839 – 1876) de l’Empire ottoman. La capitale de la province fut, pour commencer, Ahlat, et sa juridiction couvrait Diyarbekir, Muş, Van, Hakkari, Cizre, Botan (ou Bohtan) et Mardin. Au cours des années suivantes, la capitale fut transférée plusieurs fois, d’abord d'Ahlat à Van, puis à Muş et finalement à Diyarbekir. Son aire fut réduite en 1856 et la province du Kurdistan à l’intérieur de l’Empire ottoman fut supprimée en 1864. Les anciennes provinces de Diyarbekir et de Van furent reconstituées. Vers 1880, Cheikh Ubeydullah mena une révolte visant à amener les territoires entre les lacs Van et Urmia sous son contrôle, néanmoins les forces ottomanes et Qajar parvinrent à le défaire.

### Bedr Khan (Bedirxan) de Botan
Les efforts de modernisation et de centralisation du Sultan Mahmoud II suscitèrent l’opposition de chefs féodaux kurdes. Il en résulta que deux puissantes familles kurdes se rebellèrent contre les Ottomans en 1830. Bedr Khan (ou Bedirxan) de Botan, dans l’ouest du Kurdistan, autour de Diyarbekir, et Muhammad Pasha de Rawanduz dans l’est, qui établit son autorité à Mossoul et Erbil. Les troupes turques étaient occupées par l’invasion des troupes égyptiennes en Syrie et furent incapables de réprimer la révolte. De ce fait Bedr Khan étendit son autorité sur Diyarbakir, Siverek, Viranşehir, Siirt, Sulaimania et Sauj Bulaq. Il établit un État kurde dans ces régions jusqu’en 1845 ; il frappa sa propre monnaie et son nom fut inclus dans les sermons du vendredi. En 1847 les forces turques tournèrent leur attention vers cette zone et défirent Bedr Khan qui fut exilé en Crète. Plus tard il fut autorisé à revenir à Damas où il vécut jusqu’à sa mort en 1868.
Bedr Khan était devenu roi à la mort de son frère. Son neveu en fut très irrité et finalement les Turcs réussirent à l’amener à combattre son oncle. Ils lui promirent de le faire roi s’il tuait Bedr Khan. Il rassembla alors beaucoup de guerriers kurdes et ils attaquèrent les forces de son oncle. Il le vainquit mais au lieu de devenir roi comme promis par les Turcs, il fut exécuté par ceux-ci. Il existe deux fameux chants kurdes au sujet de cette bataille appelés Ezdin Shêr et Ez Xelefim.
Après l'exil de Bedr Khan, eurent lieu d’autres révoltes en 1850 et 1852.

### La révolte de Cheikh Ubeydullah et les Arméniens
La guerre russo-turque de 1877-1878 fut suivie de la tentative en 1880–1881 de Cheikh Ubeydullah de fonder une principauté kurde indépendante sous la protection de la Turquie. Cette tentative, au départ encouragée par « La Porte » comme réponse au projet de création d’un État arménien sous la suzeraineté de la Russie, échoua après le raid d’Ubeydullah en Perse, quand différentes circonstances amenèrent le gouvernement central à réaffirmer son autorité. Jusqu’à la guerre russo-turque de 1877-1878 qui entraîna l'annexion du sandjak de Kars par la Russie. Il y avait peu d’hostilité entre les Kurdes et les Arméniens, jusqu’en 1877-1878, les montagnards des deux peuples coexistèrent sans heurt.
En 1891, l’activité des Comités arméniens amena La Porte à raffermir la position des Kurdes en créant un corps kurde de cavalerie irrégulière, bien armé, appelé les Hamidiye, d’après le nom d'Abdülhamid II. Des troubles mineurs survenaient constamment et furent bientôt suivis, entre 1894 et 1896, du massacre des Arméniens à Sasun et ailleurs, dans lesquels les Kurdes prirent une part active. Quelques Kurdes parlaient d'établir un État kurde séparé.

## XXe–XXIesiècle

### La fin de l'ère ottomane

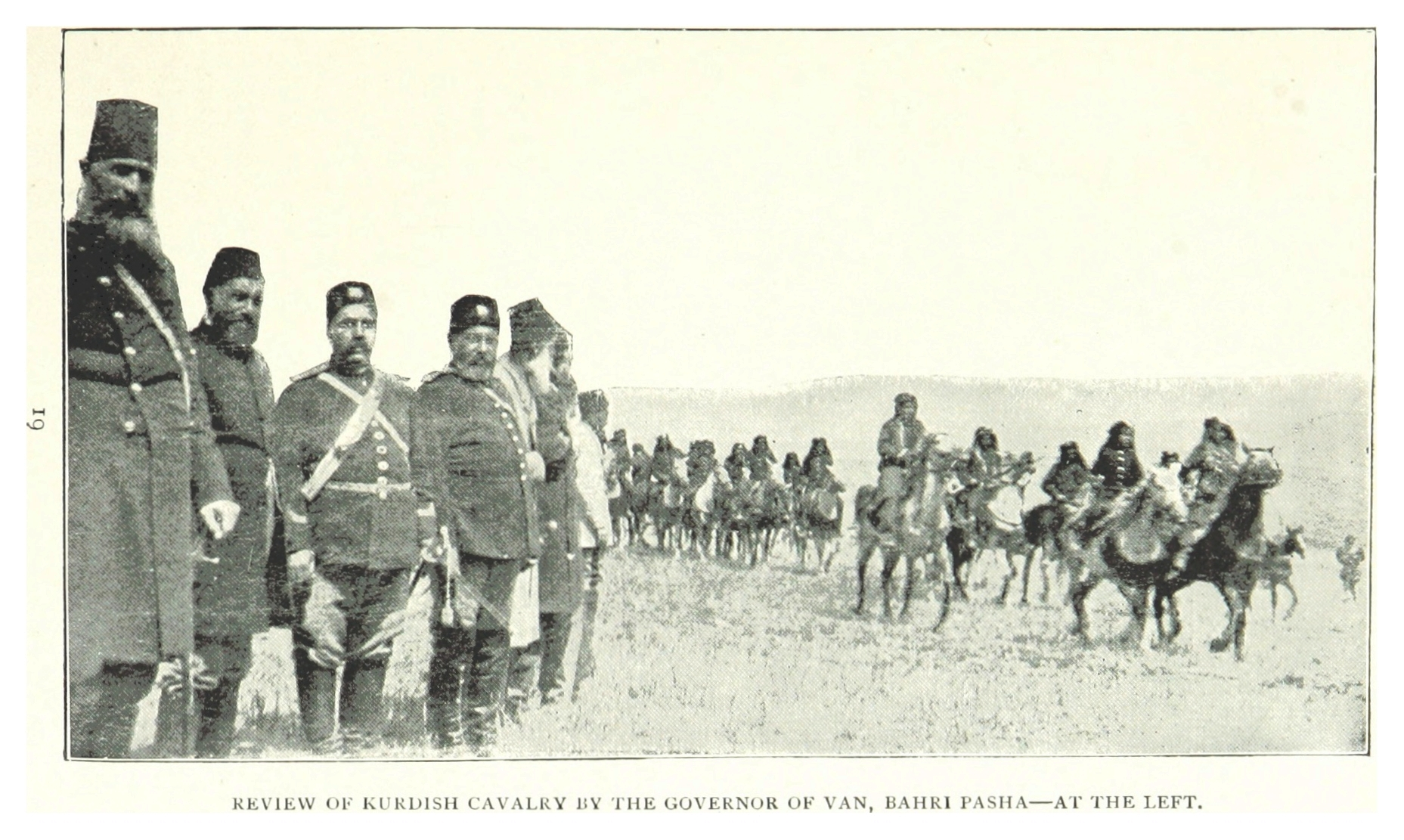
La cavalerie tribale kurde passant en revue devant le gouverneur de Van en 1895

Pendant la période du déclin de l'Empire ottoman, les Kurdes restaient une des rares populations globalement fidèles au sultan malgré des révoltes sporadiques comme celle de Cheikh Ubeydullah en 1880.
Une organisation kurde, le Comité pour le relèvement du Kurdistan (en) (Kürdistan Teali Cemiyeti, KTC), joua un rôle central dans la création d’une identité kurde distincte. Elle profita de la libéralisation politique pendant la seconde période constitutionnelle ottomane (en) (1908–1920) pour transformer un intérêt pour la culture et la langue kurdes en un mouvement politique nationaliste fondé sur l’ethnicité. Pour conserver la fidélité des Kurdes, le sultan Abdülhamid II choisit des Kurdes pour des postes prestigieux dans son gouvernement. Cette stratégie fut une réussite partielle si l’on considère la loyauté des régiments de cavalerie kurde Hamidiye dans l'Empire ottoman dans la Première Guerre mondiale.
Sous le gouvernement des Jeunes-Turcs, les revendications kurdes entrèrent en contradiction vers l'affirmation nationaliste turque des nouveaux dirigeants. Le gouvernement militaire des Trois Pachas s'efforça, comme l'avait fait le sultan Abdülhamid II, de détourner le mécontentement des Kurdes contre les Arméniens, les amenant à jouer un rôle actif dans le génocide arménien de 1915. Jacob Künzler, chef de l’hôpital missionnaire de Urfa, a relevé le nettoyage ethnique des Arméniens, des Assyriens et des Kurdes par les Jeunes Turcs pendant la Première Guerre mondiale. Il a donné un récit détaillé de la déportation des Kurdes d’Erzurum et de Bitlis pendant l’hiver 1916. Bien que les Kurdes aient participé activement en 1915 à la première étape du génocide des Arméniens organisé par le pouvoir, les Kurdes étaient vus comme des éléments subversifs qui se porteraient aux côtés des Russes pendant la guerre. Afin d’éliminer cette menace, les Jeunes Turcs entreprirent une déportation à grande échelle des Kurdes des régions de Djabachdjur, Palu, Muş, Erzurum et Bitlis. À peu près 300 000 Kurdes furent forcés d’aller vers le sud à Urfa, puis vers l’ouest à Aintab et Kahramanmaraş. Pendant l’été 1917, des Kurdes furent déplacés vers la région de Konya en Anatolie centrale. Par ces mesures, les dirigeants des Jeunes Turcs cherchaient à éliminer les Kurdes en les expulsant de leurs terres ancestrales et en les dispersant dans de petites poches de communautés en exil. À la fin de la Première Guerre mondiale, jusqu’à 700 000 Kurdes avaient été déportés de force et la moitié d’entre eux périrent.
De 1915 à 1918, les Kurdes se battirent pour mettre fin au pouvoir ottoman dans la région. Ils furent encouragés par le soutien de Woodrow Wilson pour les nationalités non turques de l’Empire et ils soumirent leur revendication d’indépendance à la conférence de Paix de Paris en 1919. Les pouvoirs occidentaux (en particulier la Grande-Bretagne) combattant les Turcs promirent aux Kurdes qu’ils garantiraient leur liberté, promesse qu’ils brisèrent par la suite.
Le traité de Sèvres stipule la création d’un État kurde autonome en 1920 mais le traité de Lausanne, qui lui fait suite en 1923, ne fit aucune mention des Kurdes. En 1925 et 1930, des révoltes kurdes sont réprimées par la force par le gouvernement turc de l'époque. Le mouvement kurde ethno-nationaliste qui émerge après la chute de l’Empire ottoman est largement une réaction aux changements qui avaient alors lieu en Turquie : la sécularisation radicale à laquelle les Kurdes, musulmans convaincus, s'opposent, la centralisation de l’autorité, qui menace le pouvoir des chefs locaux et l’autonomie kurde, et un nationalisme turc rampant au sein de la nouvelle république turque, qui menace de les marginaliser.

### Après la Première Guerre mondiale

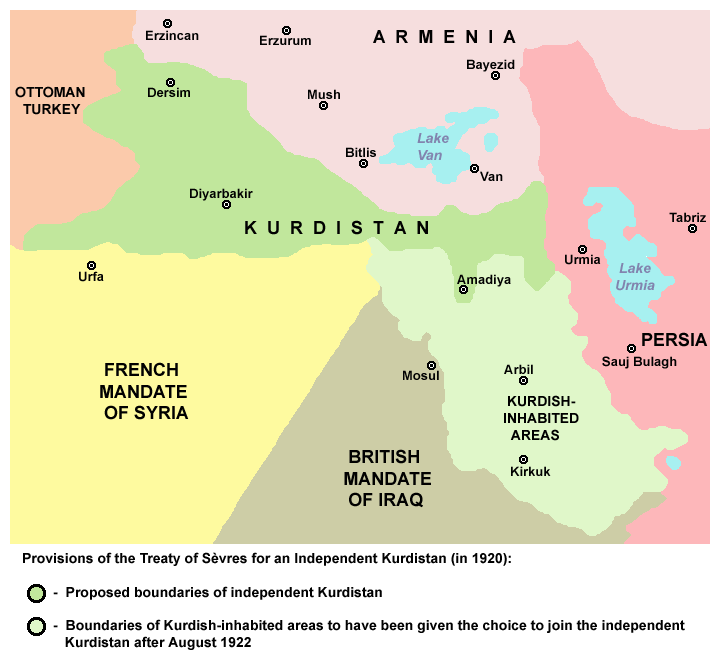

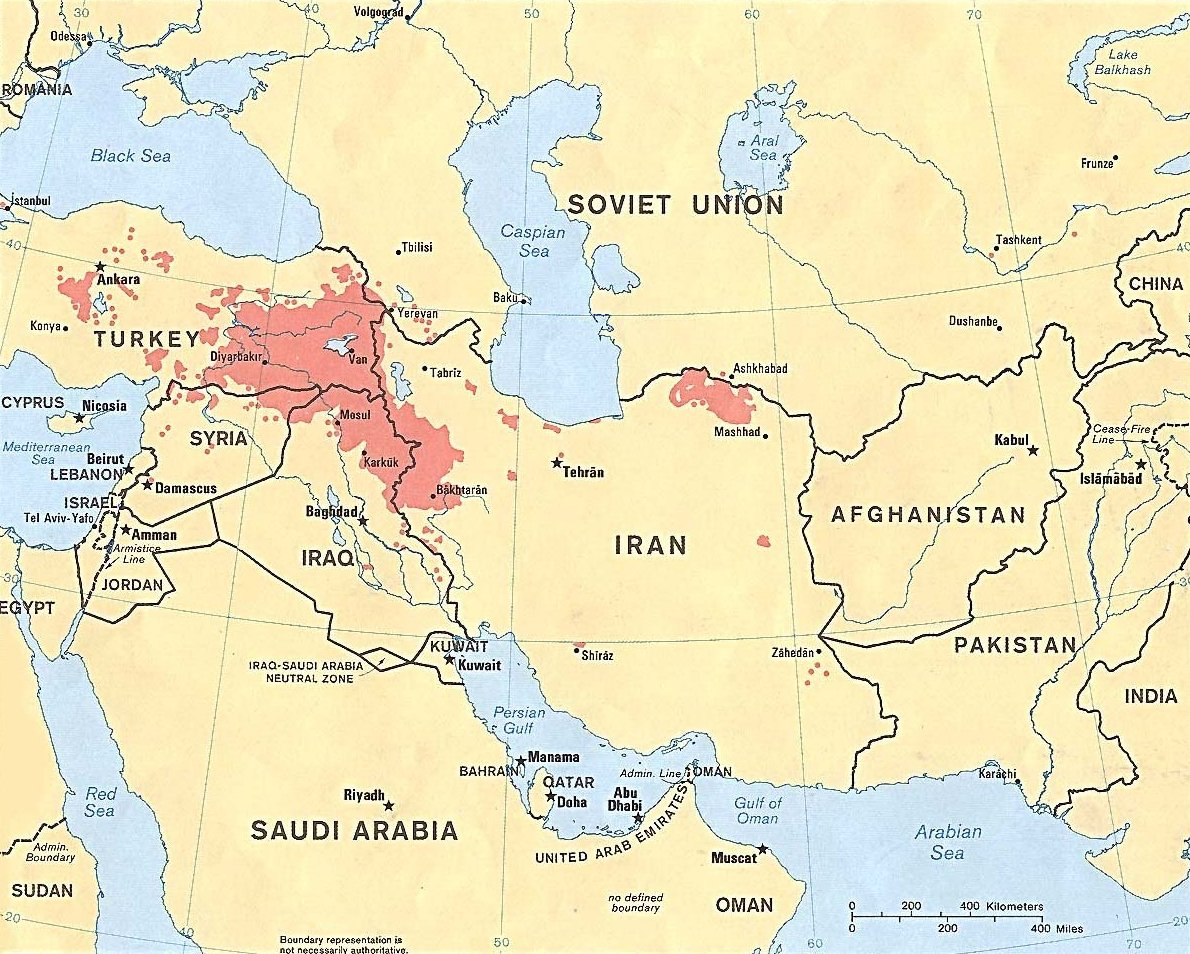
Territoires habités par les Kurdes, au Moyen-Orient et en Union soviétique, en 1986.

Certains intellectuels kurdes groupés dans le Comité pour le relèvement du Kurdistan (en) (KTC), cherchèrent à obtenir leur autodétermination et défendirent les articles 62 et 64 du Traité de Sèvres, signé en 1920, qui partageait l'Empire ottoman en plusieurs entités dont un Kurdistan autonome. Chérif Pacha, diplomate ottoman d'origine kurde, chercha à faire reconnaître l'autonomie kurde par les Alliés au prix d'un compromis avec les Arméniens. Mais il ne représentait qu'un noyau d'intellectuels kurdes modernistes : les chefs tribaux et religieux kurdes craignaient un démembrement de leur territoire au profit des Arméniens et préféraient conserver leurs positions par un accord avec les nationalistes turcs. En outre, un projet d'autonomie kurde dans le vilayet de Mossoul contrariait les intérêts pétroliers britanniques

### En Turquie
À peu près la moitié des Kurdes vivent en Turquie. Selon le CIA Factbook, ils représentent 18 % des 76 millions d’habitants du pays, soit environ 15 millions. D’autres estimations varient entre 8 et 10 millions. La majorité des Kurdes vit au Kurdistan turc, dans le Sud-Est du pays.
L'estimation la plus fiable du nombre de kurdophones en Turquie est d’environ cinq millions (1980). À peu près 3 950 000 parlent le kurde septentrional (Kurmandji), selon les chiffres de 1980. Alors que la croissance démographique suggère que le nombre de locuteurs a augmenté, il est en réalité nettement inférieur aux 15 millions d'individus qui s’identifient à l’ethnie kurde, l’usage de la langue kurde ayant été découragé dans les villes turques, et de moins en moins de Kurdes vivant dans les campagnes où leur langue fut traditionnellement en usage.
Malgré la contribution des Kurdes à la guerre d'indépendance turque de 1919-1922, la résurgence nationale turque sous Kemal Atatürk se fait au détriment des aspirations kurdes.
En 1922, une enquête est initiée par Nihad Pasha, le commandant du front EL-Cezire, par Adliye Encümeni (le Conseil de Justice) de la Grande assemblée nationale de Turquie à propos d’allégations de fraudes. Au cours d’une convention confidentielle sur ce sujet le 22 juillet, une lettre d’introduction émanant du Cabinet des Ministres et signée par Mustafa Kemal fut lue. Le texte nommait la région « Kurdistan » à trois reprises et donnait à Nihad Pasha complète autorité pour aider les administrations locales kurdes (idare-i mahallîyeye dair teskilâtlar) selon le principe de l’autodétermination (Milletlerin kendi mukadderatlarini bizzat idare etme hakki), afin d’établir graduellement un gouvernement local dans les régions habitées par des Kurdes (Kürtlerle meskûn menatik).
Le nouveau pouvoir kémaliste est obsédé par le syndrome du démembrement de la Turquie. Ainsi, dès ses débuts, la répression de la résistance kurde sera perçue comme le condition sine qua non pour en finir avec ce qui considère comme une malédiction. Au-delà de la suppression des révoltes, les kémalistes comptent surtout sur leur politique d’assimilation des Kurdes et de turcification du Kurdistan. Dans leurs rapports, les hauts fonctionnaires divisent alors la Turquie en deux zones : le Nord et le Sud de l'Euphrate. La priorité est donnée au nord, qu'il convient de préserver de tout contact avec la « kurdicité ». La seconde zone, reconnue de manière implicite comme kurde, est vouée à être « dékurdifiée » par la déportation des populations kurdes et par l'installation de colonies turques.Cette politique aboutit à la Loi sur l'installation (21 juin 1934), visant à « augmenter les nombres d'habitants de culture turque » dans les zones kurdes. Pour les idéologues kémalistes, la paysannerie qu'on disait kurde était en fait d'origine turque. Elle était, selon eux, « opprimée par les féodaux kurdes », et avait oublié sa langue. Il fallait donc la regagner au « corps national turc ». Quant à la kurdicité, elle était définie comme une ethno-classe oppressive et barbare.
Le 3 mars 1924, le jour même de l'abolition du califat, un décret interdit toutes les écoles, associations et publications kurdes, au même titre que les confréries religieuses et les médresses. La rupture entre le kémalisme et les Kurdes est alors consommée.
Dans les années 1920 et 1930, plusieurs révoltes de grande envergure éclatent dans la région. Les plus importantes d’entre elles sont celle de Koçgiri en 1921, de Cheikh Saïd Piran en 1925, d’Ararat en 1930 et la de Dersim en 1938. À la suite de ces révoltes, la loi martiale est promulguée dans toutes les régions du Kurdistan turc et un grand nombre de Kurdes sont déportés vers l'ouest. De plus, le gouvernement encourage l’installation d’Albanais du Kosovo et d’Assyriens dans la région dans le but de modifier l'équilibre démographique régional. Ces événements et mesures ont pour conséquence un état d’esprit de méfiance permanente entre Ankara et les Kurdes.
En 1931, un homme d’État kurde d’Irak, Mihemed Emîn Zekî, alors qu’il est ministre de l’Économie dans le premier gouvernement de Nuri as-Said, trace les frontières du Kurdistan turc en ces termes : « Avec les monts Ararat et la frontière géorgienne (incluse la région de Kars où des Kurdes et des Géorgiens vivent côte à côte) au nord, la frontière iranienne à l’est, la frontière irakienne au sud, et à l’ouest, une ligne tracée de l’ouest de Sivas à Iskenderun. Ces limites sont aussi en accord avec celles tracées par les Ottomans ». En 1932, Garo Sassouni, qui fut un personnage important à Dashnak en Arménie, définit les frontières du « vrai Kurdistan » (excluant tout le territoire de l’Arménie Wilsonienne) ainsi : « avec une ligne à partir du sud d'Erzincan jusqu’à Elâzığ, incorporant Dersim, Bingöl et Malatya, incluant les montagnes de Cebel-i Bereket et atteignant la frontière syrienne », ajoutant aussi « celles-ci sont les plus larges limites du Kurdistan qui peuvent être revendiquées par les Kurdes ».
Pendant le gouvernement relativement ouvert des années 1950, des Kurdes obtiennent des postes politiques et travaillent à l’intérieur du cadre de la république turque pour avancer leurs intérêts mais ce mouvement vers l’intégration est stoppé avec le coup d’État turc de 1960. Les années 1970 voient une évolution dans le nationalisme kurde alors que la pensée politique marxiste influence une nouvelle génération de nationalistes kurdes de Turquie opposés aux autorités féodales locales qui ont été une source traditionnelle d’opposition à l’autorité, ils finirent par créer le parti indépendantiste : Partiya Karkeren Kurdistan (PKK) ou Parti des travailleurs du Kurdistan.
À la suite de ces événements, l’existence d’une ethnie distincte kurde en Turquie est officiellement niée et toute expression par les Kurdes de leur identité ethnique est durement réprimée. Jusqu’en 1991, l’usage de la langue kurde — bien que largement répandu — est interdit. Des réformes inspirées par l’Union européenne ont comme résultat que de la musique, des émissions de radio et de télévision en kurde sont maintenant permises bien que fortement limitées (par exemple les émissions de la radio ne peuvent excéder 60 minutes par jour avec un maximum de cinq heures par semaine, alors que les plages horaires de la télévision sont encore plus restreintes). De plus l’éducation en kurde est maintenant autorisée mais seulement dans des institutions privées.

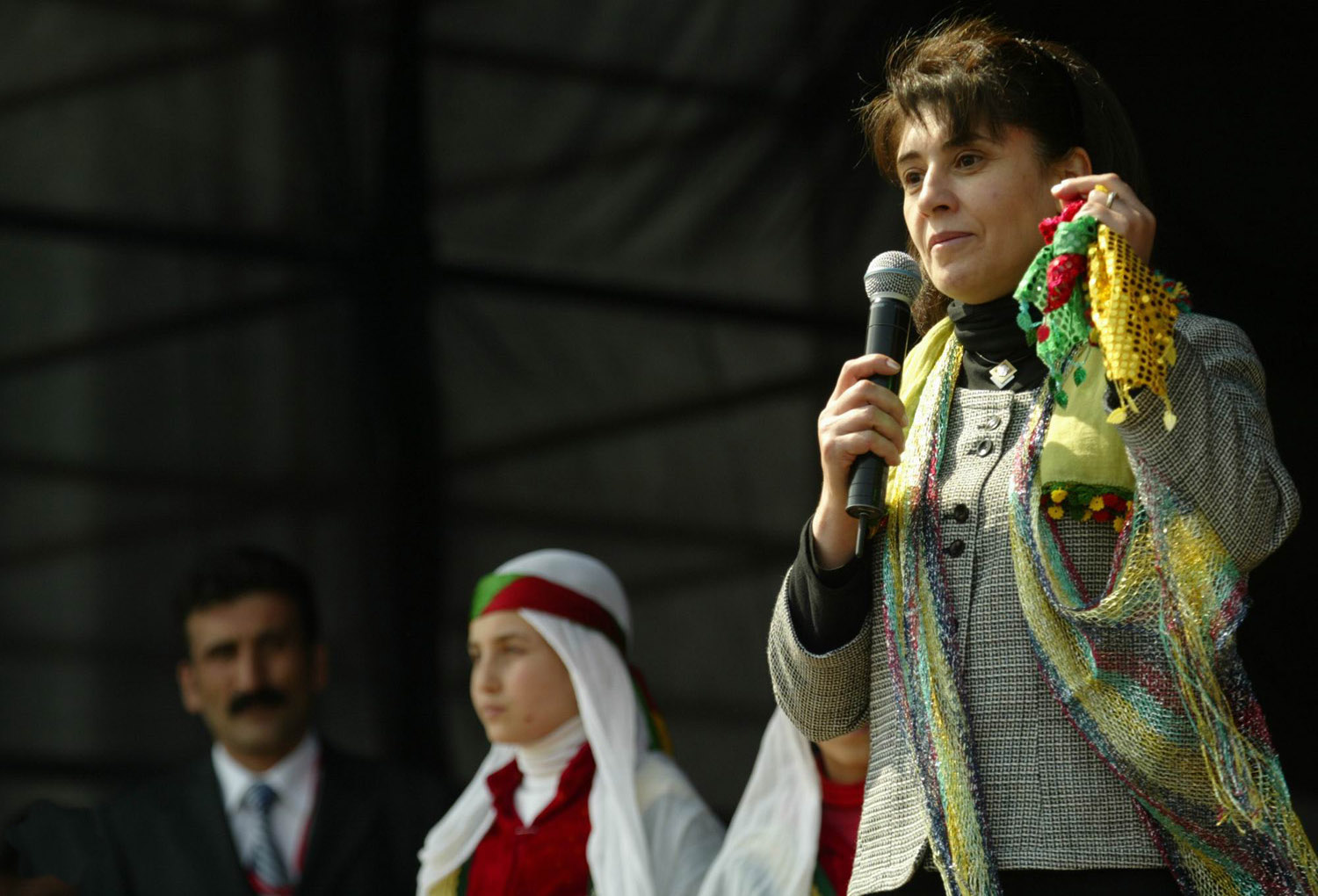
Leyla Zana

Aussi récemment qu'en 1994 cependant, Leyla Zana, la première femme kurde députée du Parlement turc, est poursuivie pour « discours séparatistes » et condamnée à quinze ans de prison. Lors de son discours inaugural en tant que députée, elle s'est elle-même identifiée comme une Kurde. Selon Amnesty International « elle prêta serment en turc comme l’exige la loi, puis elle ajouta en kurde : « Je me battrai pour que les peuples kurde et turc puissent vivre ensemble dans un contexte démocratique. » De l’assemblée jaillirent des cris de « Séparatiste ! », « Terroriste ! » et « Arrêtez-la ! ».
Le Parti des travailleurs du Kurdistan (PKK ; Partiya Karkerên Kurdistan ), connu aussi sous le nom de KADEK et Kongra-Gel, est considéré par les États-Unis, l'Union européenne et la Turquie comme une organisation terroriste cherchant à créer un État kurde indépendant dans un territoire (traditionnellement appelé Kurdistan) englobant le sud-est de la Turquie, le nord-est de l’Irak, le nord-est de la Syrie et le nord-ouest de l’Iran. Il s’agît d’une organisation ethnique sécessionniste usant de la diplomatie avec l’État turc mais aussi de la force contre les objectifs militaires et les intérêts touristiques dans le but de réaliser ses buts politiques)[réf. nécessaire].
Entre 1984 et 1999, le PKK et la Turquie furent en guerre ouverte, et beaucoup des campagnes du Sud-Est furent dépeuplées, les civils kurdes se déplaçant vers des centres locaux défendables tels que Diyarbakır, Van et Şırnak, ainsi que les villes de Turquie occidentale voire en Europe de l’Ouest. Parmi les raisons de cette dépopulation, il y a les atrocités commises contre les clans kurdes qu’ils ne pouvaient pas contrôler, la pauvreté dans le Kurdistan turc et les opérations militaires de l’État turc. Human Rights Watch a répertorié plusieurs instances où les militaires turcs évacuèrent de force des villages, détruisant des maisons et l'équipement civil pour empêcher le retour des habitants ; il est estimé que 3 000 villages kurdes en Turquie furent complètement effacés de la carte, représentant le déplacement de plus de 378 000 personnes,,,.
En 1992, Nelson Mandela refuse le prix Atatürk de la paix décerné par la Turquie à cause des violations des droits de l'homme qui ont été commises à cette époque. Dès lors, la presse turque l’appela « l’affreux africain » et « le terroriste Mandela ». Il accepte finalement le prix en 1999.

### En Irak
Les Kurdes composent 17 % environ de la population totale en Irak. Ils sont majoritaires au moins dans trois provinces dans le nord de l’Irak qui sont connues comme le Kurdistan irakien. Il y a aussi des Kurdes à Kirkouk, Mossoul, Khanaqin et Bagdad. Près de 300 000 Kurdes vivent dans la capitale irakienne Bagdad, 50 000 à Mossoul et environ 100 000 Kurdes vivent ailleurs dans le Sud irakien.
Des Kurdes s’engagèrent à la suite de Mustafa Barzani dans une série d'insurrections contre les régimes irakiens successifs de 1960 à 1975. En mars 1970, l’Irak annonça un plan de paix qui comprenait une autonomie kurde. Le plan devait être exécuté en quatre ans. Néanmoins, au même moment, le régime irakien entreprit un programme d’arabisation dans les riches régions pétrolifères de Kirkouk et Khanaqin. L’accord de paix ne dura pas, et en 1974 le gouvernement irakien commença une nouvelle offensive contre les Kurdes. De plus, en mars 1975, l’Irak et l’Iran signèrent les Accords d’Alger selon lesquels l’Iran s’engageait à couper les vivres aux Kurdes irakiens. L’Irak institua une autre vague d’arabisation en installant des Arabes dans les régions pétrolifères du Kurdistan, en particulier autour de Kirkouk. Entre 1975 et 1978, 200 000 Kurdes furent déportés vers d’autres parties de l’Irak.
Durant la guerre Iran-Irak dans les années 1980, le régime mit en place des politiques anti-kurdes et une guerre civile de facto éclata. L’Irak fut largement condamné par la communauté internationale mais ne fut jamais sérieusement puni pour les mesures oppressives telles que le massacre de dizaines de milliers de civils, la destruction intégrale de milliers de villages et la déportation de milliers de Kurdes vers le sud et le centre de l’Irak. La campagne du gouvernement irakien contre les Kurdes en 1988 fut appelée Anfal (« butin de guerre »). Les attaques de l’Anfal causèrent la destruction de 2 000 villages et la mort de 50 000 à 100 000 Kurdes.
Après l’insurrection kurde de 1991 (en kurde : Raperîn) menée par le Parti démocratique du Kurdistan (PDK) et l'Union patriotique du Kurdistan (UPK), les troupes irakiennes reprirent les aires kurdes et des centaines de milliers de Kurdes fuirent vers les frontières. Pour tenter d'apporter un peu de soutien dans cette situation, un « abri sûr » fut établi par le Conseil de sécurité. La zone autonome kurde fut principalement contrôlée par les partis rivaux, PDK et UPK. La population kurde accueillit les troupes des États-Unis en 2003 en organisant des fêtes et des danses dans les rues,,,. La zone contrôlée par les peshmergas fut agrandie, certains districts gardant un statut incertain autour de Kirkouk, Mossoul et Khanaqin.
Au début de 2006, les deux zones kurdes d'Erbil, dirigée par le PDK, et Souleimaniye, gouvernée par l'UPK, furent réunies en une seule région. Un référendum devait avoir lieu en 2007 pour déterminer les frontières définitives de la région kurde, mais il fut indéfiniment reporté. En juin 2014, pendant la seconde guerre civile irakienne, l'offensive du mouvement djijhadiste État islamique (Daesh) et la débâcle de l'armée gouvernementale permirent à la région du Kurdistan d'incorporer Kirkouk et d'autres territoires contestés.

### En Iran
Les Kurdes constituent approximativement 7 % de la population totale de l’Iran. Les Perses, les Kurdes et les locuteurs d’autres langues indo-européennes en Iran sont descendants des tribus aryennes qui commencèrent à immigrer depuis l’Asie centrale dans ce qui est maintenant l’Iran, au IIe millénaire av. J.-C. Selon certaines sources, « quelques Kurdes en Iran, tant avant qu’après la révolution de 1979, ont résisté aux efforts du gouvernement iranien de les assimiler dans le courant principal de la vie nationale et, avec leurs congénères kurdes des régions adjacentes en Irak et en Turquie, ont cherché à obtenir soit une autonomie régionale, soit l’établissement d’un État kurde indépendant. Alors que d’autres sources déclaraient que « la plupart des libertés que les Kurdes turcs ont voulues, pour lesquelles les Kurdes turcs étaient désireux de verser le sang, avaient été disponibles en Iran depuis déjà des années » ; l’Iran reconnaît constitutionnellement la langue kurde et leur statut de minorité, et il n’y a aucune interdiction de parler en kurde en public.
Il est à noter que les Kurdes Kermanshahi chiites, comptant 1 550 000 individus, n’ont aucune revendication d’autonomie,.
Au cours des XIXe et XXe siècle, les gouvernements iraniens successifs écrasèrent les révoltes kurdes menées par des notables kurdes tels Cheikh Ubeydullah (contre les Qajars en 1880) et Simko Shikak (contre les Pahlavi dans les années 1920).
En janvier 1946, pendant l’occupation soviétique du nord-ouest de l’Iran, la république kurde de Mahabad, soutenue par les Soviétiques, déclara l’indépendance dans certaines parties du Kurdistan iranien. Néanmoins, les forces soviétiques quittèrent l’Iran en 1946 et la république autoproclamée tomba face à l’armée iranienne après seulement quelques mois et son président de la république, Qazi Muhammad, fut pendu en place publique à Mahabad. Après le coup d’État iranien de 1953, Mohammed Reza Pahlavi devint plus autocratique et supprima la majeure partie de l’opposition, y compris les groupes politiques kurdes qui recherchaient des droits plus étendus pour les Kurdes iraniens. Il interdit aussi tout enseignement de la langue kurde.
Après la révolution iranienne, d’intenses affrontements eurent lieu entre des groupes militants kurdes et la République Islamique entre 1979 et 1982. Rouhollah Khomeini, déclara une « guerre sainte » contre les rebelles kurdes qui luttaient pour l’autonomie ou l’indépendance, et ordonna aux forces armées de pénétrer en territoire kurde iranien afin de repousser vers l’extérieur les rebelles kurdes et de restaurer l’autorité du pouvoir central dans le pays. Une photo d’un peloton d’exécution des Gardiens de la Révolution exécutant des prisonniers kurdes aux environs de Sanandaj acquit une renommée internationale et gagna le Prix Pulitzer en 1980 ; il existe aussi des photos de militants kurdes capturant des partisans du régime iranien. Le Corps des Gardiens de la Révolution combattit pour rétablir le contrôle du gouvernement dans les régions kurdes, il en résulta qu’environ 10 000 Kurdes furent tués. Depuis 1983, le gouvernement iranien a toujours maintenu son contrôle sur le Kurdistan iranien. De fréquents troubles et d’occasionnelles représailles militaires eurent lieu dans les années 1990.
En Iran, les Kurdes expriment leur identité culturelle librement mais n’ont pas de gouvernement autonome ou d’administration gérée par eux. Comme dans toutes les parties de l’Iran, l’appartenance à un parti politique non gouvernemental est interdit et les contrevenants encourent des peines d’emprisonnement, voire la mort. Les militants kurdes des droits de l’homme en Iran ont été menacés par les autorités iraniennes à cause de leurs activités,. À la suite du meurtre de Shivan Qaderi et de deux autres hommes kurdes par les forces de la sécurité iranienne à Mahabad le 9 juillet 2005, six semaines d’émeutes et de manifestations éclatèrent dans les villes et villages kurdes à travers tout le Kurdistan oriental. Il y eut un très grand nombre de tués et de blessés et d'innombrables arrestations sans charge. Les autorités iraniennes ont aussi fermé plusieurs journaux kurdes importants, arrêtant éditeurs et journalistes. Parmi ceux-ci, Roya Toloui, militante des droits des femmes et chef du journal Rasan (« Elévation ») à Sanandaj, qui fut torturée pendant deux mois pour sa participation à des manifestations pacifiques dans la province du Kurdistan. Selon l’un des analystes du Groupe de Crise Internationale (une organisation non gouvernementale fondée en 1995 par le vice-président de la Banque Mondiale et d’anciens diplomates des États-Unis), « les Kurdes qui vivent dans certaines régions les moins développées d’Iran posent les plus sérieux problèmes internes à résoudre par l’Iran, et considérant ce qu’ils voient chez les voisins, l’assurance politique des Kurdes irakiens, il est à craindre que les Kurdes iraniens ne se mobilisent pour une plus grande autonomie ».

### En Syrie
Les Kurdes et autres non Arabes forment 10 % de la population syrienne, soit à peu près 1,9 million de personnes, ce qui fait d'eux la plus grande minorité ethnique dans le pays. Ils sont pour la plupart concentrés dans le nord-est et le nord, mais il y a aussi des populations kurdes importantes à Alep et à Damas. Les Kurdes parlent souvent en kurde en public, à moins que certains parmi les présents ne comprennent pas la langue. Les militants kurdes des droits de l’homme sont maltraités et persécutés. Aucun parti politique, kurde ou autre, n’est autorisé.
Les techniques utilisées pour supprimer l’identité kurde en Syrie comprennent différentes interdictions de l’usage de la langue kurde, le refus d’enregistrer les enfants sous un nom kurde, le remplacement des noms de lieux en kurde par un nom en arabe, l'interdiction d'entreprises qui ne portent pas un nom arabe, la prohibition des écoles privées kurdes et des livres ou autres publications écrits en kurde,. Par suite de la perte de leur citoyenneté syrienne, à peu près 300 000 kurdes sont privés de tous droits sociaux en violation du droit international,. En conséquence de quoi, ces Kurdes sont réellement piégés à l’intérieur de la Syrie. En février 2006 cependant, des sources rapportèrent que la Syrie prévoyait d’accorder la citoyenneté à ces Kurdes.
Le 12 mars 2004, commencèrent dans le stade de Kameshli (une grande ville kurde au nord est de la Syrie) des affrontements entre Kurdes et Syriens qui se poursuivirent pendant plusieurs jours. Au moins 30 personnes furent tuées et plus de 160 blessées. L’agitation se répandit aux autres villes kurdes le long de la frontière nord avec la Turquie, puis à Damas et Alep,.
Depuis 2011, la guerre civile syrienne a permis aux Kurdes de Syrie d'obtenir la naturalisation des Kurdes apatrides et d'établir une région autonome de fait, le Rojava (« Ouest » en kurde), dans le nord du pays. Ils ont remporté plusieurs victoires contre l'État islamique.

### En Afghanistan
Les Kurdes ont vécu dans les régions frontalières de l’Afghanistan depuis les années 1500, en particulier au nord est iranien où le gouverneur Safavide, Abbas Ier le Grand, exila des milliers de Kurdes. Plusieurs d’entre ceux qui furent exilés finirent par aboutir en Afghanistan, s’installèrent à Herat et dans d’autres villes de l’ouest afghan. La colonie kurde en Afghanistan comptait quelques dizaines de milliers d’individus pendant le XIVe siècle. Quelques Kurdes occupèrent de hautes fonctions gouvernementales en Afghanistan, tel Ali Mardan Khan qui fut gouverneur de Kaboul en 1641. Les Kurdes prirent le parti des Afghans dans les conflits avec l’empire des Séfévides, et par la suite aussi dans les conflits avec les autres puissances régionales. Le nombre des Kurdes présentement en Afghanistan est difficile à calculer, néanmoins il est donné comme approximativement de 200 000. Il n’est pas établi clairement le fait de savoir si les Kurdes d’Afghanistan ont conservé l'usage de la langue kurde.

### En Arménie
Entre 1920 et 1991, l’Arménie fait partie de l’Union soviétique à l’intérieur de laquelle les Kurdes, comme les autres groupes ethniques, ont le statut de minorité protégée. Aux Kurdes arméniens sont permis leurs propres journaux subventionnés par l’État, des émissions radiophoniques et des manifestations culturelles. Pendant la guerre du Haut-Karabagh, beaucoup de Kurdes non yezidis doivent quitter leurs foyers. Après la chute de l’Union soviétique, de nombreux Kurdes d’Arménie, pour échapper à la crise et la guerre, fuient vers la Russie ou l’Europe de l’Ouest[réf. à confirmer].

### En Azerbaïdjan
En 1920, deux zones habitées par des Kurdes, Jewanshir (capitale Karvachar) et l’orientale Zangazur (capitale Berdzor), sont réunies pour former le Kurdistan rouge. La période d’existence administrative de cette unité kurde est brève et ne dépasse pas 1929. Par la suite, les Kurdes ont eu à subir beaucoup de mesures répressives, y compris des déportations. À cause du conflit au Haut-Karabagh, beaucoup d’aires de peuplement kurdes ont été détruites et plus de 150 000 personnes déplacées depuis 1988.

#### Histoire récente
- Cheikh Ubeydullah (1825-1883), Bedirxan Beg (1802-1866)
- Société pour l'essor du Kurdistan (en) (Kurdistan Teali Cemiyeti, 1918)
- Celadet Bedir Khan (en) (1893(1951), Kamuran Alî Bedirxan (en) (1895-1978)
- Xoybûn (1927-1946), Ibrahim Heski (en) (?-1931)
- Mehmet Şükrü Sekban (de) (1881-1960), La question kurde (Paris, 1933)
- République fédérative démocratique de Transcaucasie (avril-mai 1918)
- République démocratique d'Arménie (1918-1920)
- République socialiste soviétique d'Arménie (1920-1922) et (1936-1991)
- République socialiste soviétique d'Azerbaïdjan (1920-1922) et (1936-1991)
- Révolte de Koçgiri (1921-1922)
- Royaume du Kurdistan (1921-1924)
- Rébellion de l'Ararat (en) (1926-1930), Ihsan Nuri (en) (1892-1976)
- République de l'Ararat (1927-1930)
- Massacre de Zilan (en) (1930)
- Massacre de Dersim (1937-1938), Massacre de Zini Gediği (1938), Seyid Riza (1863-1937)
- Gouvernement populaire d'Azerbaïdjan (1945-1946)
- République de Mahabad (1946)
- Université de Mossoul (1967)
- Persécution des Kurdes Feyli sous Saddam Husseïn (en) (1970-2003)
- Massacre de Maraş (1978)
- Massacre de Çorum (1980)
- Massacre de Halabja (1988)
- Génocide kurde (Anfal, 1988)
- Massacre de Sivas (1993)
- Liste de massacres en Turquie (en)
- Liste de massacres en Irak (en), Turkmènes d'Irak
- Liste d'organisations kurdes (en)
- Mouvement national kurde
- Histoire de la Turquie, de la Syrie, de l'Irak